# Павлодар
Павлода́р (каз. Павлодар / Pavlodarо файле) — город в Республике Казахстан, административный центр одноимённой области. Расположен на берегу реки Иртыш, самой протяженной в стране. Климат города умеренный, резко континентальный. Площадь составляет 267 км², население на 1 января 2025 года составляет 370,4 тыс. жителей. В состав территорий города входят Кенжекольский сельский округ, посёлок Атамекен, сёла Павлодарское, Мойылды, Жетекши.
Павлодар — многоэтнический город с богатым историческим прошлым. В 1720 году на месте будущего города появляется казачий форпост. В 1838 году форпост преобразовывается в станицу, которая в апреле 1861 года получила статус заштатного города с наименованием Павлодар. В 1868 году город получает статус уездного, а в 1938 году становится центром Павлодарской области.

Вид на центр города

Город является центром одного из основных промышленных регионов Казахстана. Большой природно-ресурсный запас, наличие развитой производственной и социальной инфраструктуры, высокий научно-технический потенциал, развитая банковская сфера, динамичное развитие малого и среднего бизнеса, наличие специалистов высокого класса, современная транспортно-коммуникационная инфраструктура, связующая роль между Центральной Азией и Сибирью привлекают пристальное внимание промышленников и предпринимателей различных стран и континентов.

## Климат
Климат умеренный, резко континентальный. Длительная суровая зима с устойчивым снежным покровом (с конца октября по начало апреля) и жаркое лето с небольшим количеством осадков. Средняя температура января — 15,8 градусов мороза, а июля — 21,5 градуса тепла. Среднегодовое количество осадков — 303 мм.
- Среднегодовая температура воздуха — 3,3 °C
- Относительная влажность воздуха — 69 %
- Средняя скорость ветра — 3,1 м/с

| Показатель                                                                    | Янв.  | Фев.  | Март  | Апр.  | Май  | Июнь | Июль | Авг. | Сен. | Окт.  | Нояб. | Дек.  | Год   |
| ----------------------------------------------------------------------------- | ----- | ----- | ----- | ----- | ---- | ---- | ---- | ---- | ---- | ----- | ----- | ----- | ----- |
| Абсолютный максимум, °C                                                       | 4,2   | 5,3   | 24,6  | 33    | 38   | 40,8 | 42   | 40,6 | 36,1 | 29,2  | 17,9  | 7,2   | 42    |
| Средний суточный максимум, °C                                                 | −10,8 | −9,3  | −1,5  | 12,5  | 21,1 | 26,6 | 28   | 25,9 | 19,1 | 10,5  | −1,4  | −8    | 9,4   |
| Средняя температура, °C                                                       | −15,8 | −14,9 | −7,1  | 5,6   | 14   | 19,7 | 21,5 | 19   | 12,2 | 4,3   | −6    | −12,8 | 3,3   |
| Средний суточный минимум, °C                                                  | −20,5 | −20   | −12   | −0,5  | 7    | 12,8 | 15,3 | 12,6 | 6,2  | −0,6  | −10   | −17,4 | −2,3  |
| Абсолютный минимум, °C                                                        | −45   | −42,8 | −37,2 | −27,2 | −6,1 | −2,2 | 4,2  | 0    | −9   | −21,5 | −40   | −45,2 | −45,2 |
| Норма осадков, мм                                                             | 20    | 16    | 13    | 18    | 28   | 31   | 55   | 32   | 21   | 25    | 23    | 21    | 303   |
| Источник: Погода и Климат. www.pogoda.ru.net. Дата обращения: 28 апреля 2025. |       |       |       |       |      |      |      |      |      |       |       |       |       |

| Показатель                                                                                          | Янв.  | Фев.  | Март  | Апр. | Май  | Июнь | Июль | Авг. | Сен. | Окт. | Нояб. | Дек.  | Год  |
| --------------------------------------------------------------------------------------------------- | ----- | ----- | ----- | ---- | ---- | ---- | ---- | ---- | ---- | ---- | ----- | ----- | ---- |
| Средний суточный максимум, °C                                                                       | −15,2 | −11,3 | −0,6  | 14,4 | 21,1 | 27,0 | 27,9 | 25,7 | 19,8 | 11,4 | 0,5   | −10,2 | 9,2  |
| Средняя температура, °C                                                                             | −19,3 | −16,6 | −5,7  | 7,6  | 14,0 | 20,0 | 21,5 | 18,9 | 13,0 | 5,7  | −3,3  | −13,8 | 3,5  |
| Средний суточный минимум, °C                                                                        | −23,5 | −21,9 | −10,7 | 0,8  | 6,8  | 13,0 | 15,0 | 12,0 | 6,1  | 0,0  | −7,1  | −17,8 | −2,3 |
| Источник: www.weatheronline.co.uk (англ.). www.weatheronline.co.uk. Дата обращения: 28 апреля 2025. |       |       |       |      |      |      |      |      |      |      |       |       |      |

## Местные органы власти
Местным исполнительным органом является акимат города Павлодара во главе с акимом, который назначается на должность акимом области с согласия местного представительного органа — Павлодарского городского маслихата.

## Официальная символика
Официальной символикой города Павлодара является утвержденный решением Павлодарского городского маслихата от 22 октября 2015 года «О согласовании эскиза герба города Павлодара», представляющий собой круглую форму, выполненную в цветовой гамме государственной символики. В центре расположена надпись «Павлодар», омываемая символичными волнами реки Иртыш. На вершине герба размещен «Шаңырақ», один из основных элементов юрты, от которого на силуэт индустриального города в разные стороны расходятся лучи солнца, символизирующие энергию и развитие. В основании герба используется элемент шестеренки, символизирующей промышленность города. По краям герб обрамлен национальным орнаментом, символизирующим преемственность, традиции и культуру.

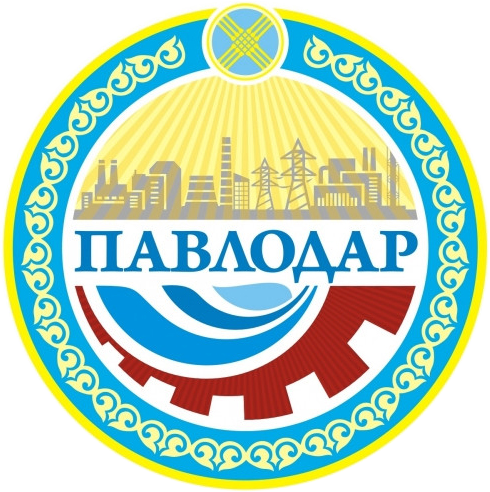
Официальная символика

## История

### Форпост
В начале XVIII века, в период российской экспансии в казахские степи, в Прииртышье начали строить крепости: Железинская, Семипалатинская, Усть-Каменогорская, Ямышевская, которые являлись частью Сибирской линии. В 1720 году был выстроен и Коряковский форпост, на месте которого ныне находится город Павлодар.

Рядом с форпостом находилось два солёных озера, о которых сказано в одной из книг того времени:
Вода в озере столь прозрачна, что до дна видать можно, а соль эта зело чиста, аки лед яснец, солка вельми и сладка
Прибывшие в конце XIX века и в начале XX века крестьяне-переселенцы занимались земледелием. Коренное казахское население и прибывшие крестьяне-переселенцы во взаимодействии перенимали опыт друг у друга, тем самым взаимообогощая культуры двух народов.

В Павлодарском историко-краеведческом музее имеется любопытный документ — план Коряковского форпоста в 1765 году. Кроме казарм, канцелярии, офицерских покоев и порохового погреба внутри самого укрепления, снаружи обозначены конюшни, сараи для обоза, соляной амбар, два провиантских магазина. На окраине своеобразного посёлка рядом с таможней — кабак. На берегу Иртыша — бани. Знаменитый путешественник П. С. Паллас так описывал форпост в 1770 году: 
Сей форпост всех прочих по Иртышу многолюднее и имеет лучшие там строения. Комиссар соляного ведомства и подрядчик поставки соли живут здесь в изрядных домах, выстроены обширные слободы, разделённые на улицы

### Посёлок, заштатный город
В течение второй половины XVIII века иртышское укрепление теряло своё военно-стратегическое значение в связи с тем, что развитие поселений, в том числе оседлость ранее кочевых народностей Казахстана продвинулась дальше на юг. Крепости и форпосты становились обычными сёлами и станицами, в которые было завезено население из центральной части империи. Коряковский форпост становится одним из центров соледобычи в Сибири. В 1838 году он был преобразован в станицу Коряковскую, и из Ямышева сюда были переведены казачья школа (старожилы-павлодарцы помнят это здание по ул. Ленина, бывшая школа № 1) и полковой лазарет.
К этому времени станица расширилась от первоначального форпоста в сторону речного вокзала. Выгодное положение станицы, расположенной на берегу большой судоходной реки; соседство с округами, где развивались разработки, меди, серебра; перекрестье торговых путей с кочевой степью — все эти обстоятельства были очень выгодными для экономического развития станицы. Именно купеческое сословие, всё более увеличивавшееся численно, с середины XIX века начинает настойчиво добиваться изменения статуса казачьей станицы.
Наконец, 4 (16) апреля 1861 года Коряковская станица получает статус «заштатного города с наименованием Павлодар». Немногим позднее город становится уездным центром Семипалатинской области.

### Вторая половина XIX века — начало XX века
В созданном тогда генеральном плане чётко отражена история возникновения города: бывшая Коряковская станица остаётся как казачья часть города, а новое строительство, в основном, предполагается в мещанской северной части. Границей между этими районами станет переулок № 1 — нынешняя улица Луначарского, на которой стоит русский драматический театр. Описание этого места, относящееся к 1865 году:
Пять улиц обстроены по большей части ветхими домами (казачья часть), между которыми изредка выглядывают дома весьма приличной наружности. Новый город ещё только отстраивается. Площадь, на которой помещена деревянная церковь, а за нею лавки, гостиный ряд — вот и весь Павлодар.

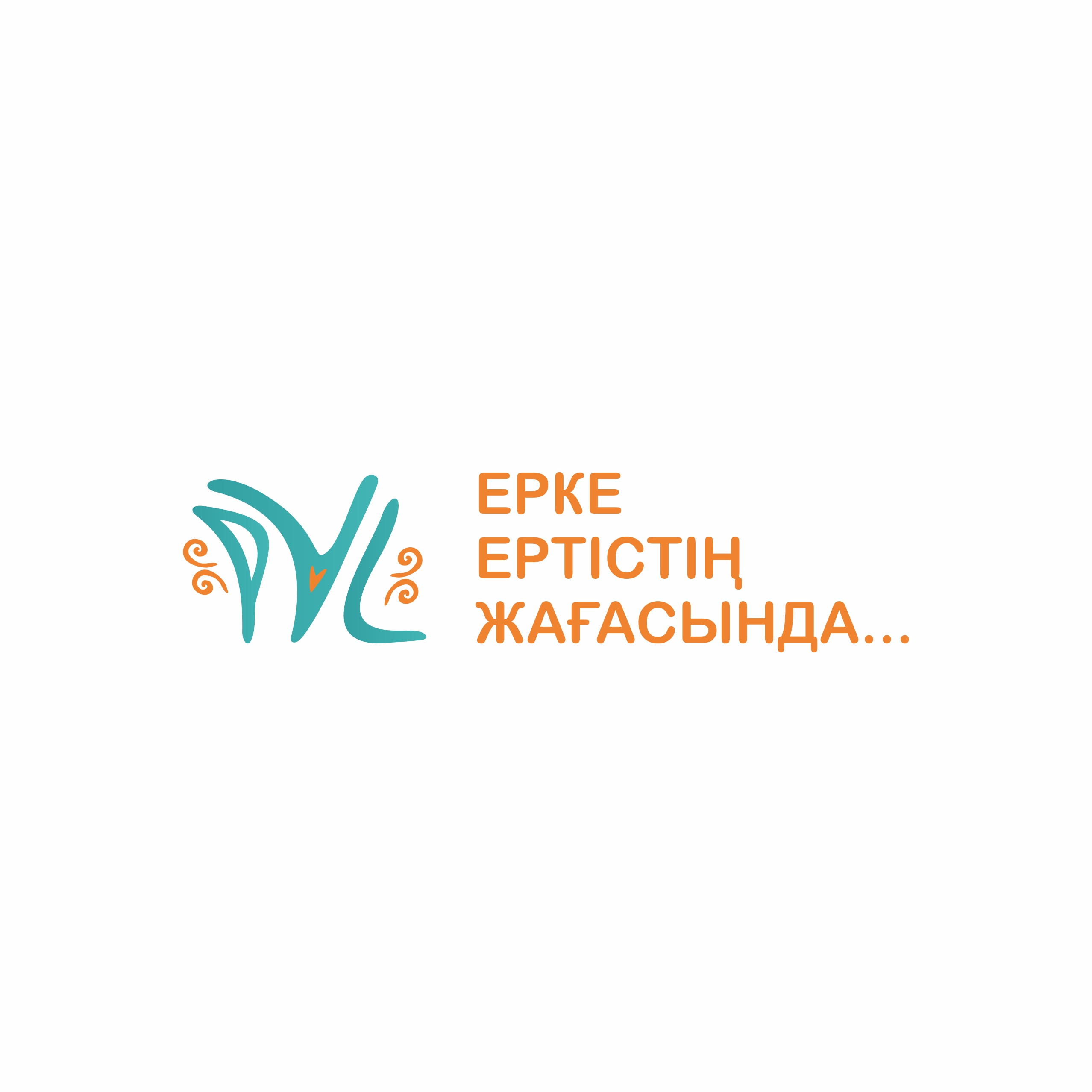
фирменный стиль «Ерке Ертістің жағасында…»

Но уже начинают вовсю разворачиваться купцы, в основном русские и татарские. Нынешний драмтеатр построен на основе двух купеческих домов — Баландина (ближе к кафе) и Сурикова (угол Ленина и Луначарского). Напротив, через улицу Ленина — здание одного из павлодарских банков, глубже (Ленина, 153) — дом купца Охапкина. Начинают отстраиваться торговые ряды из кирпича, закладывается торговый дом Дерова (ныне музей), почтово-телеграфная контора и ещё много зданий — кирпичных и деревянных, купеческих домов, магазинов, учебных заведений, церквей. Уже в 1900 году Н. Коншин в своих «Путевых набросках» писал:
Несколько улиц с деревянными домишками, среди которых каменное здание тюрьмы выглядело настоящим дворцом, — таким был Павлодар всего 10 лет назад. Но за последние 10 лет город очень разросся, отстроился, и теперь Павлодар один из лучших городов в Семипалатинской области с блестящим будущим, как уверены сами павлодарцы.

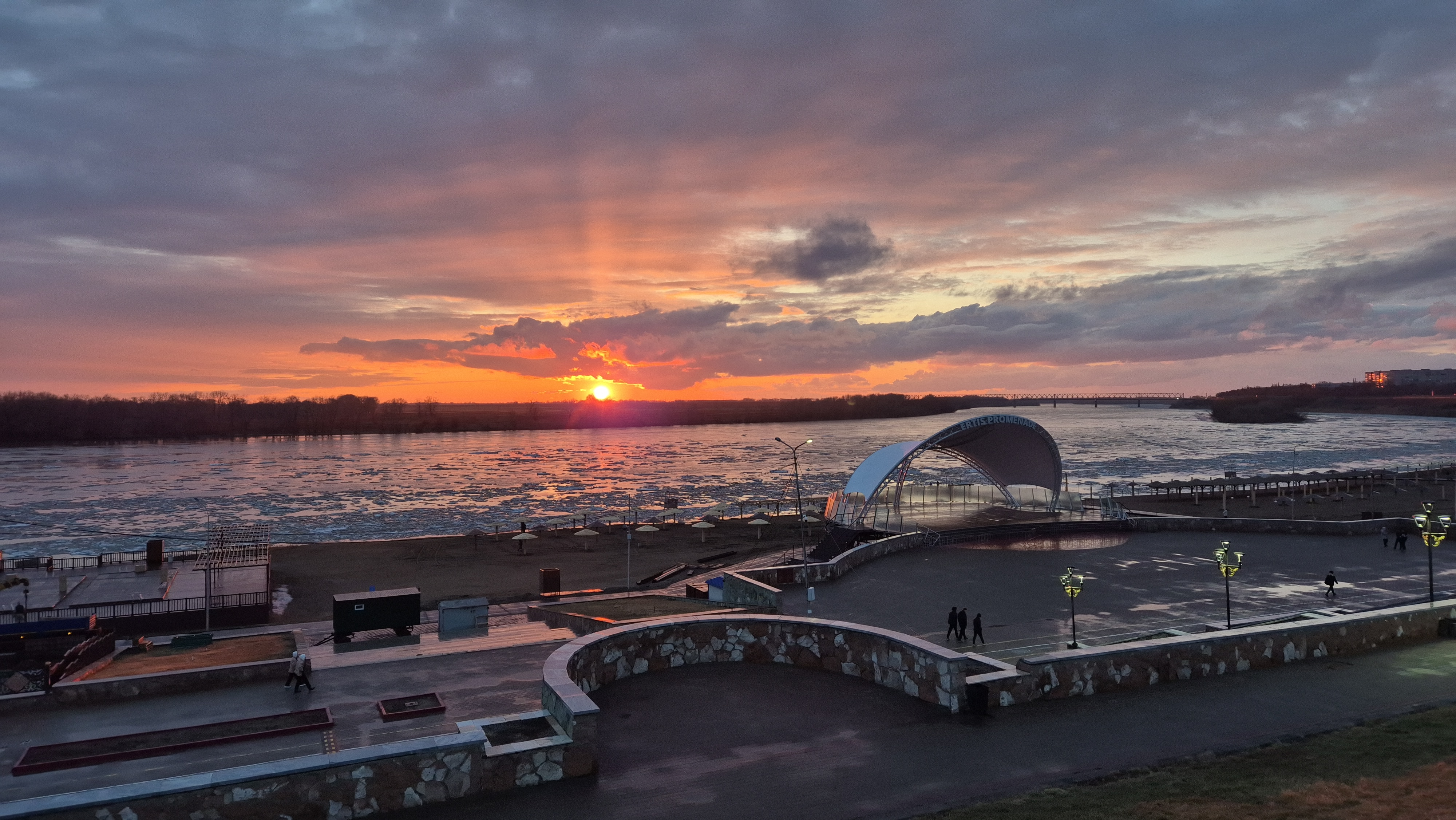
Закат на Иртыше

В начале 1901 года в Павлодаре произошел пожар, который являлся самым крупным за всю историю города. Огонь уничтожил две трети города — 427 дворов. Вся деревянная часть города полностью выгорела. Со временем он не только отстроился, но и вырос, приобретая значение крупного торгового центра на Иртыше.
Статистика отмечала, что в 1904 году в городе было 33 улицы и переулка.
Водоснабжение из колодцев и Иртыша, вывозка нечистот производится в бочках. Благоустройства в городе совершенно нет: отсутствуют мощеные улицы, тротуары, электроосвещение на улицах, транспорт. Из промышленных предприятий — 10 фабрик и заводов кустарного типа, ремесленники, одна скотобойня.

А уже в 1910 году: 
тротуаров — 0,3 версты, 45 керосиновых фонарей, летом — 120 извозчиков, зимой — 135
«Азиатская Россия» в 1914 году констатирует:
Из уездных городов Семипалатинской области нужно также особо упомянуть Павлодар. В смысле благоустройства быстро прогрессирует. Уже вовсю по Иртышу ходят пароходы, ветряные мельницы фабриканты Герцен и Тиссен заменили паровыми, уже от угольных шахт Экибастуза проложена железная дорога к Иртышу. Нарастают купеческие капиталы. Татарин Ф. Рамазанов выстроил мечеть, А. Деров заложил на свои деньги Владимирский собор, на базарной площади выстроен деревянный цирк-шапито
Смена общественно-экономической формации в стране в октябре 1917 года какого-либо резкого изменения в архитектурный облик города не внесла. Правда, в районе Затона появляется городок судостроителей с клубом им. Куйбышева и школой № 13. В 1920-х годах строится новое деревянное здание для предполагаемого железнодорожного вокзала в районе нынешнего локомотивного депо. Само по себе оно представляло интересный образчик деревянного зодчества, пережило социализм и перестройку, но в 1990-е попало в частные руки, сгорело, в 2011 году начата реконструкция. В 30-е годы были порушены все павлодарские церкви, минарет на мечети. Из кирпича бывшего Троицкого собора был выстроен шестнадцатиквартирный дом — т. н. «шишка». Правда, уцелел недостроенный Владимирский собор, который пытались взорвать позже, в середине 70-х годов его разобрали отбойными молотками. Он помешал реконструкции завода «Октябрь», который в 1942 году был эвакуирован в Павлодар из Краснодара.
В феврале 1942 года в Павлодар прибыл представитель польского посольства в СССР Станислав Ликкиндорф, в Павлодаре было открыто представительство польского посольства, которое разместилось на улице Пушкина, 102. В письме Народного комиссариата иностранных дел СССР Павлодарскому областному исполкому от 5 апреля 1942 года разъяснялось, что представительство не имело полномочий консульской службы (в частности, запрещалось на зданиях представительств вывешивать флаги и гербы польского государства).

### Освоение целины

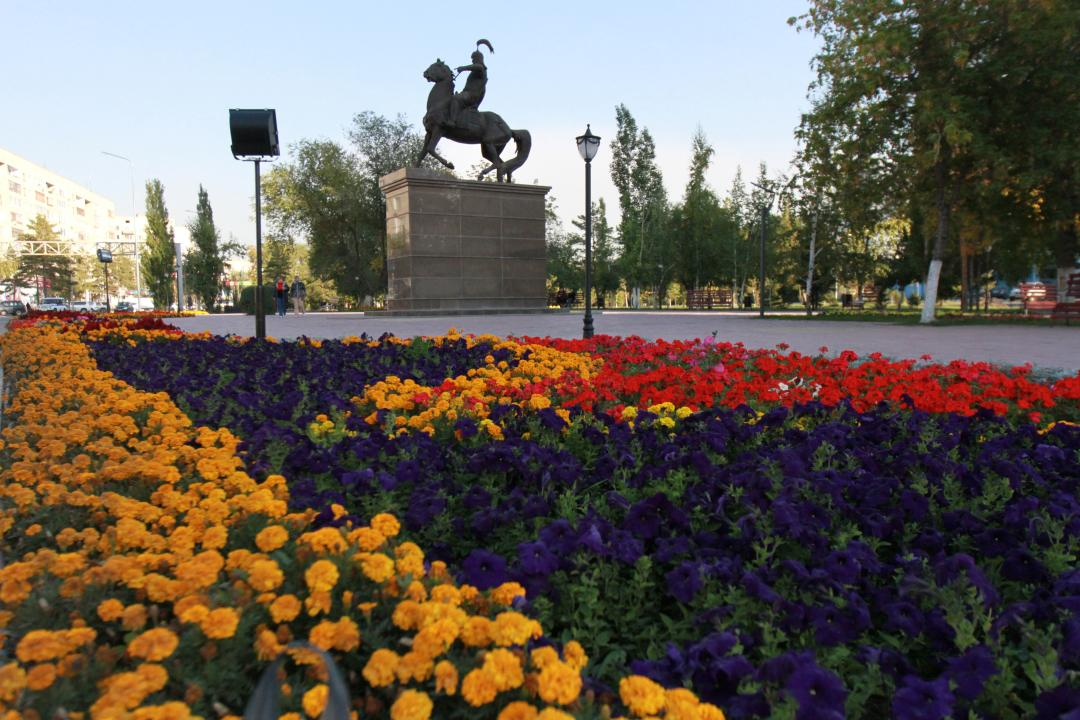
Памятник Баян Батыру

Значительные изменения в регионе и городе произошли в период «освоения целины». Начало нового мощного строительства было связано с решением строить здесь комбайновый и алюминиевый заводы. В начале января 1955 года в Павлодар начали прибывать первые механизированные колонны строителей. Для управленческих служб и сотрудников с семьями строились щитосборные дома, открывались новые магазины и столовые, бытовые точки. Так, на северной окраине города вырастал временный городок, который стали называть Административным.

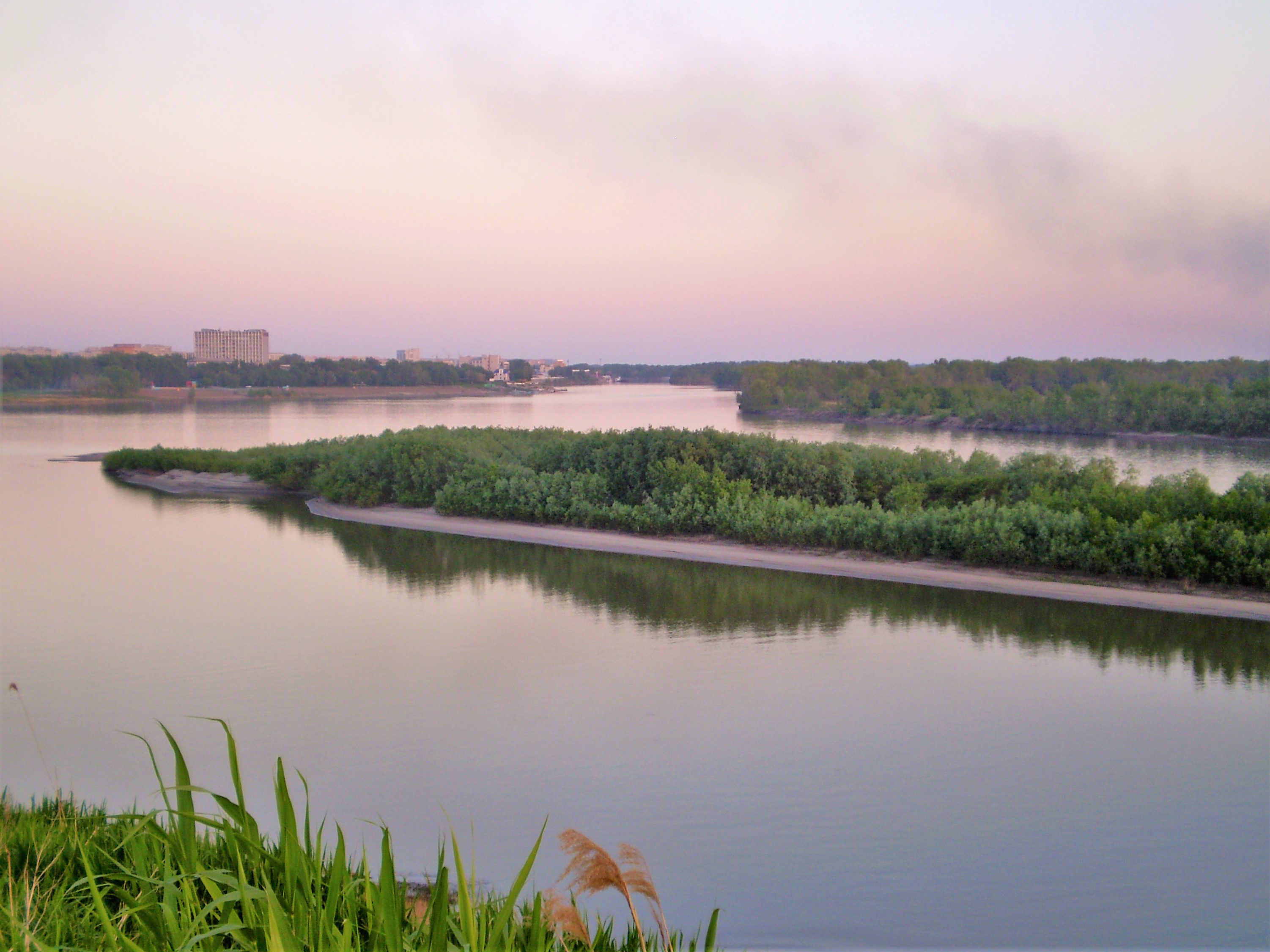
Вид на реку Иртыш. Павлодар, май 2009 года

Начинается строительство стройбазы ТЭЦ-2 и производственных корпусов заводов. На месте нынешнего трамвайного управления установили 28 железнодорожных вагонов с чугунными печками, от вагона к вагону перебросили мостки — здесь начал работу штаб громадной стройки. В городе начинается строительство сетей городского водопровода и канализации. Одновременно решаются вопросы электроснабжения. Один из строителей-целинников И. Большаков оставил интересные воспоминания о Павлодаре тех лет:
Вспоминается, как майским утром 1955 года мы вышли из вагона московского поезда на станции Павлодар. Вокзал располагался в то время в ветхом здании в районе теперешнего автовокзала. Автобусного сообщения в городе не было, и нам пришлось ехать в гостиницу на ломовой телеге. Город был неблагоустроенный. От здания вокзала влево простиралась бескрайняя степь, а справа виднелись приземистые очертания мазанок с плоскими крышами. Над ними как маяк возвышался единственный «небоскрёб» — трёхэтажное здание, сохранившееся до сих пор под названием «шестнадцатиквартирный дом». В гостинице (в современном Павлодаре — здание филармонии) смыв с себя дорожную грязь, мы решили осмотреть город и набережную Иртыша. Побродив по пыльным улицам, мы вынесли крайне неприятное впечатление. Город был мало озеленён, отсутствовали мощёные улицы и тротуары, плохо было с наружным освещением, не видно было колонок городского водоснабжения <…> с высокого обрывистого берега Иртыша открывался прекрасный вид на зелёную пойму левобережья. Внизу у берега вручную разгружались баржи и пароходы. Тут же по колено в воде стояла лошадь, запряжённая в телегу с бочкой. Пожилой казах, стоя на телеге, ведром на длинном шесте, не торопясь, наполнял бочку речной водой, которую потом развозил для населения за плату.
Одновременно со строительством промышленных объектов началось и строительство жилья для будущих рабочих заводов. В мае 1955 года в торжественной обстановке экскаватор вынул первый ковш из котлована будущего пятиэтажного дома под номером один по ул. 1-го Мая. С 1956 года население Павлодара стало интенсивно увеличиваться. Со всей территории СССР ехали опытные специалисты, приезжали по распределению и молодые специалисты, только что окончившие ВУЗы, вследствие чего процент этнического казахского населения упал до 9 процентов, а казахский язык преподавался лишь в двух школах. Чтобы как-то решить проблему острого недостатка жилья для приехавших квалифицированных специалистов, начинается интенсивное строительство частного посёлка в восточной части города — «Второй Павлодар». Дирекция комбайнового завода принимает решение ускорить строительство жилого массива по улице Куйбышева (нынешняя Торайгырова) — «старые пятиэтажки», как их сейчас называют горожане. Одновременно строится детский сад, ясли. Уже в декабре 1956 года госкомиссия приняла в эксплуатацию первые три пятиэтажки по ул. 1-го Мая. Начинается строительство двухэтажного магазина — «двадцать пятого», кинотеатра «Октябрь», школы № 3, в которой позднее разместился пединститут.

### Дальнейшее развитие города

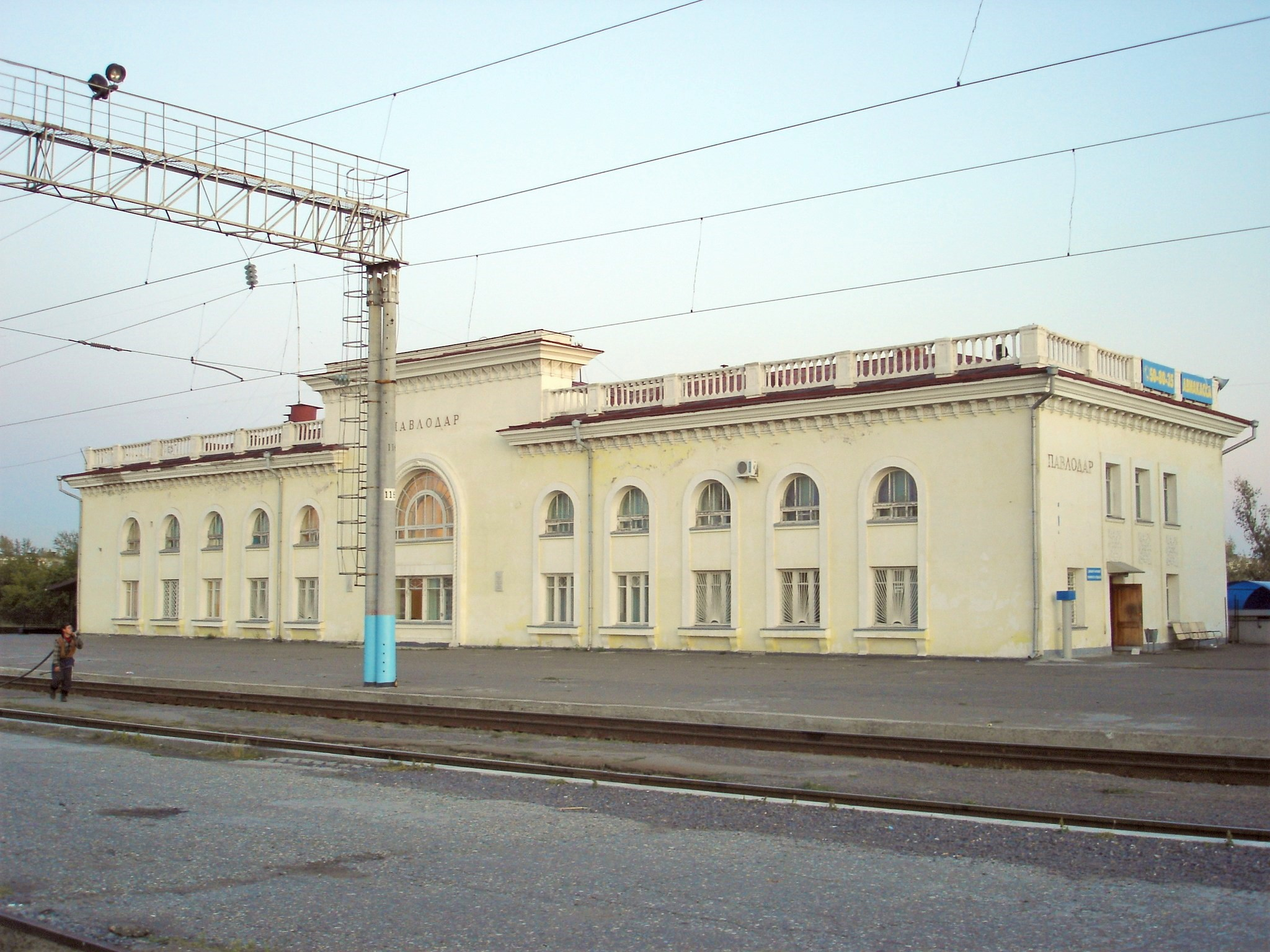
Старое здание железнодорожного вокзала Павлодара

Союзным планом создания промышленного энергетического района предусматривалось размещение в Павлодаре целого ряда крупных промышленных объектов: тракторного, алюминиевого, нефтеперерабатывающего заводов, химкомбината и заводов стройиндустрии.
Население города предполагалось в пределах 230 тыс. человек. И генплан застройки города, разработанный институтом «Ленгипрогор», был утверждён в 1957 году. В 1968 году его скорректировали с учётом новых обстоятельств, и уже расчётное население определялось в 380 тыс. человек. В городе появляется новая гостиница «Север», больничный городок (в настоящее время — II городская больница), строительный техникум, заложен городской сад, строится гостиница «Казахстан», здание обкома партии. С организацией в Целинограде головного проектного института «Целинпроект» в городе образовывается его филиал, и коллектив этого филиала разрабатывает проекты зданий телецентра со 180-метровой башней, туберкулёзного диспансера, новый корпус педагогического училища, административное здание индустриального института, первого в Павлодаре микрорайона в границах улиц Куйбышева (Торайгырова), Кутузова, Лермонтова и Короленко. В 1969 году создан институт «Казсевсельпроект», сотрудники которого продолжали работу над архитектурным оформлением города.

Местные архивы документов позволяют сказать и точную дату первого субботника — в 1966 году дирекция тракторного завода и горком партии организовали общественные работы по посадке деревьев в Первомайском сквере, где раньше был выгон для частновладельческого скота. К тому же времени относится и начало работ по благоустройству обрывистого берега Иртыша в начале ул. 40 лет ВЛКСМ (Исиналиева). 
Благодаря мощной механизации и дружному труду всех участников, берег реки за несколько часов стал неузнаваемым. Была проведена планировка территории и откосов, посыпан песком участок пляжа, проложены пешеходные дорожки, построена на берегу бетонная балюстрада, установлены опоры наружного освещения и постаменты для скульптур
— вспоминает один из участников этого события.
В то же время началось строительство первого в городе стадиона по ул. Толстого, начатое по инициативе первого секретаря горкома партии В. Крамынина. Работы по благоустройству города велись за счёт новых заводов: тракторный замостил улицы и тротуары по улице Мира, Куйбышева, 1 Мая, Дзержинского и подъездные дороги к заводу, а алюминиевый завод выполнил работы по ул. Свердлова (Ломова) и подъездную дорогу к ТЭЦ-1. С этого же времени открыто регулярное движение автобусов, связавших крупные стройки с городом. В 1965 году вводится в строй первый участок трамвайной линии. За счёт заводов идёт реконструкция всего павлодарского железнодорожного узла.

### История Павлодара в датах

#### XVIII век
- 1720 — на месте нынешнего Павлодара основан военно-казачий форпост Коряковский с гарнизоном в 48 человек[6].

#### XIX век
- 1861 — Коряковская станица преобразована в заштатный город Павлодар указом императора Александра II от 4(16) апреля в честь младшего сына — Павла. Из Омска пришёл первый пароход «Ура» за коряковской солью.
- 1868 — Павлодар становится уездным центром Семипалатинской области[6].

1-я половина XX века
- 1901, май — большой пожар, выгорело 427 домов[6].
- 1905 — рабочие-водники впервые праздновали 1 Мая на Усолкином острове.
- 1906 — возникновение первой социал-демократической группы (6—8 чел.)[6].
- 1908 — учреждён Русский Азиатский для внешней торговли банк, открыто мужское приходское Алексеевское училище.
- 1910 — в доме А. Дерова открытое русско-киргизское двухклассное училище.
- 1917, август — вышел первый номер газеты «Свободная степь» — орган Товарищества кооперативов[6].
- 1917, ноябрь — организован отряд Красной гвардии Совета рабочих и солдатских депутатов численностью 250 человек.
- 1918, 1 февраля — установлена Советская власть.
- 1920, январь — премьерой драмы Шиллера «Разбойники» открылся первый советский театр имени К. Маркса.
- 1922, 5 августа — за день выпало 105 мм осадков[6].
- 1924 — пущена в эксплуатацию железная дорога «Славгород — Кулунда — Павлодар». Построена станция Павлодар.
- 1926 — построена первая городская электростанция мощность 100 кВт.
- 1929 — начало развития радио в Павлодаре[6].
- 1938, 23 мая — в 13:40 возле горсовета (ул. Луначарского) упал метеорит весом 120 г.
- 1938, 15 января — образована Павлодарская область Казахской ССР с центром в городе Павлодаре.
- 1938 — размещён механический завод «Октябрь».
- 1942 — организован завод «Октябрь».
- 1945, 19 сентября — образован объединённый казахско-русский драматический театр в г. Павлодаре.
- 1948, июль — открыты авиалинии «Павлодар — Караганда» и «Павлодар — Акмолинск».
- 1949, июнь — первый поршневой двухмоторный самолёт «Ли-2» открыл маршрут «Павлодар — Москва»[6].
- 1949 — построен железнодорожный мост через Иртыш[6].
- 1949 — в аэропорту Павлодара приземлился первый турбовинтовой самолёт из Алма-Аты[6].

#### 2-я половина XX века
- 1953, 20 декабря — запущена железная дорога «Павлодар — Акмолинск»[6].
- 1954, февраль — март — на станцию Павлодар прибыли первые эшелоны с целинниками.
- 1955 — начало строительства большого индустриального Павлодара.
- 1956 — начало строительства комбайнового завода и ТЭЦ, прибыли строители алюминиевого завода.
- 1958, 13 декабря — радиолюбитель Михелев А. В. отметил полярное сияние в небе Павлодара, которое длилось около часа.
- 1960, 20 сентября — образован Павлодарский индустриальный институт[6].
- 1961, 1 февраля — дала первый ток Павлодарская ТЭЦ-2.
- 1962 — построен автодорожный мост через р. Иртыш в г. Павлодаре[6].
- 1962 — образован Павлодарский педагогический институт.
- 1962, 31 октября — сдан в эксплуатацию автогужевой мост через Иртыш длиной 700 м.
- 1964, 30 июня — сдана в эксплуатацию Павлодарская ТЭЦ-1.
- 1964, 20 октября — получен первый глинозем на Павлодарском алюминиевом заводе[6].
- 1965 — пущен в эксплуатацию областной телецентр.
- 1966, 4 марта — образован Павлодарский тракторный завод[6].
- 1967 — организован завод специнструмента и технологической оснастки при ПТЗ. Сданы в эксплуатацию 2-я и 3-я очереди алюминиевого завода.
- 1968, 12 августа — с конвейера Павлодарского тракторного завода сошёл первый трактор ДТ-75М «Казахстан».
- 1970, август — введена в эксплуатацию первая очередь разреза «Богатырь»[6].
- 1971 — сдан в эксплуатацию строительно-обводнительный канал «Иртыш — Караганда».
- 1972, 2 октября — пущена Павлодарская ТЭЦ-3.
- 1973, 10 апреля — Указом Президиума Верховного Совета Казахской ССР в Павлодаре образованы два административных городских района: Ильичёвский и Индустриальный.
- 1974, 30 декабря — принят в эксплуатацию Павлодарский картонно-рубероидный завод[6].
- 1976, июнь — на аэродроме приземлился первый турбореактивный лайнер «ТУ-154».
- 1977, 24 марта — принято постановление ЦК КПСС и Совета Министров СССР «О создании Экибастузского топливно-энергетического комплекса и строительстве линии электропередач постоянного тока напряжением 1500 киловольт Экибастуз-Центр» (1977—1990 гг.)
- 1977, ноябрь — по нефтепроводу поступила первая тюменская нефть на нефтеперерабатывающий завод[6].
- 1978, 9 июня — первую продукцию выпустил нефтеперерабатывающий завод.
- 1990, февраль — первый городской митинг в поддержку перестройки и гласности.
- 1990, август — организована таможенная служба, первый пост — в аэропорту.
- 1990, ноябрь — введён режим продажи товаров населению только по паспортам, по установленным нормам.
- 1991, 30 декабря — вступила в строй новая трамвайная линия в Павлодаре по ул. Кутузова до пересечения с ул. Ломова.[6]

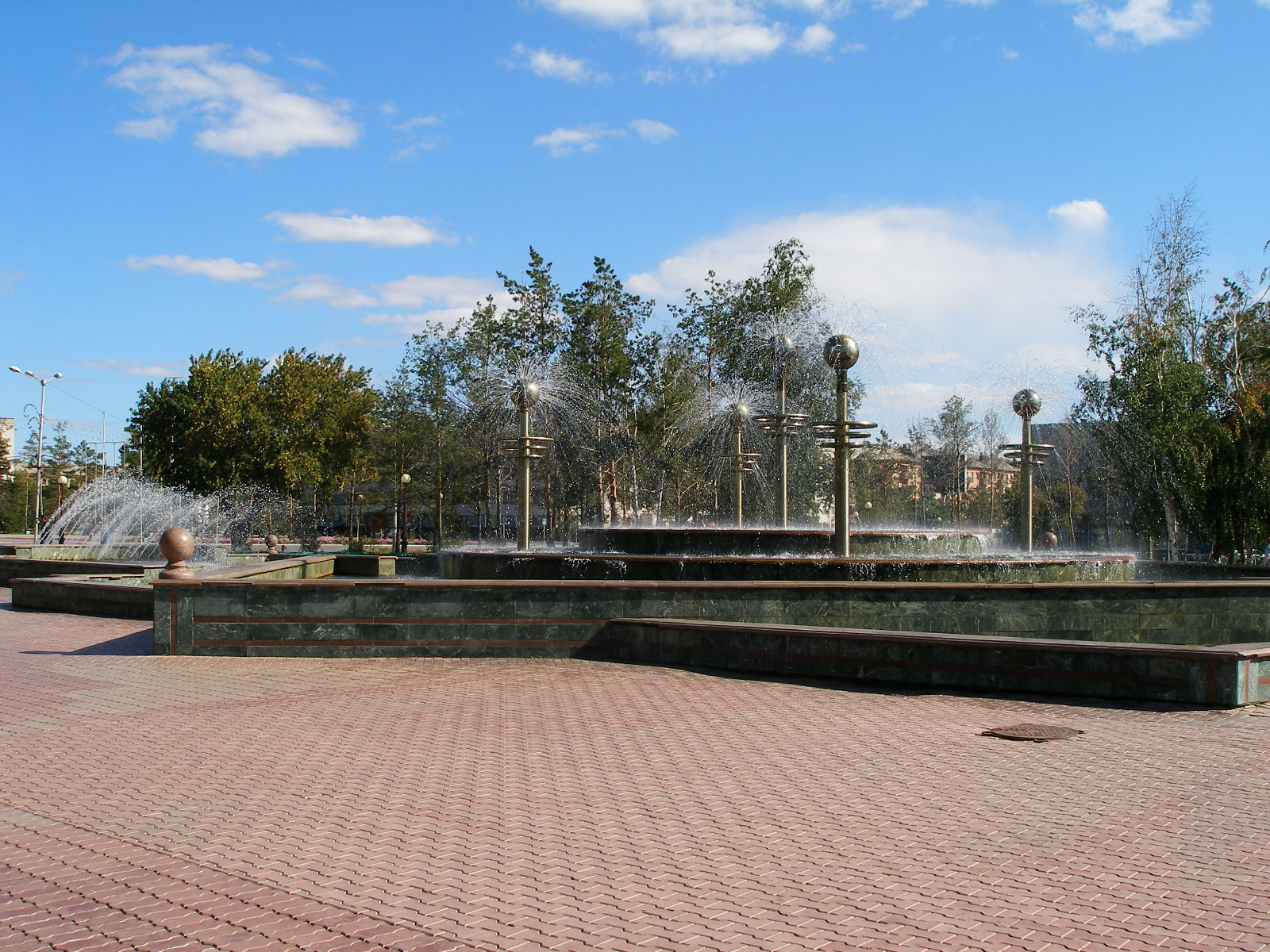
Фонтанные комплексы являются традиционным украшением улиц и площадей города Павлодара

- 1993, декабрь — пущен второй энергоблок Экибастузской ГРЭС-2[6].
- 1994, июнь — Индустриальный и педагогический институты г. Павлодара объединены в Павлодарский государственный университет.
- 1996, 21 июня — состоялась закладка основания Свято-Троицкого храма в с. Железинка.
- 1998, 17 мая — начато строительство железнодорожной линии Аксу — Конечная.
- 1999, 28 августа — состоялось освящение часовни святого Николая в г. Павлодаре.
- 1999, 23 октября — состоялось торжественное открытие Благовещенского кафедрального собора г. Павлодара и закладка первого камня Главной мечети Павлодара[6].

#### XXI век

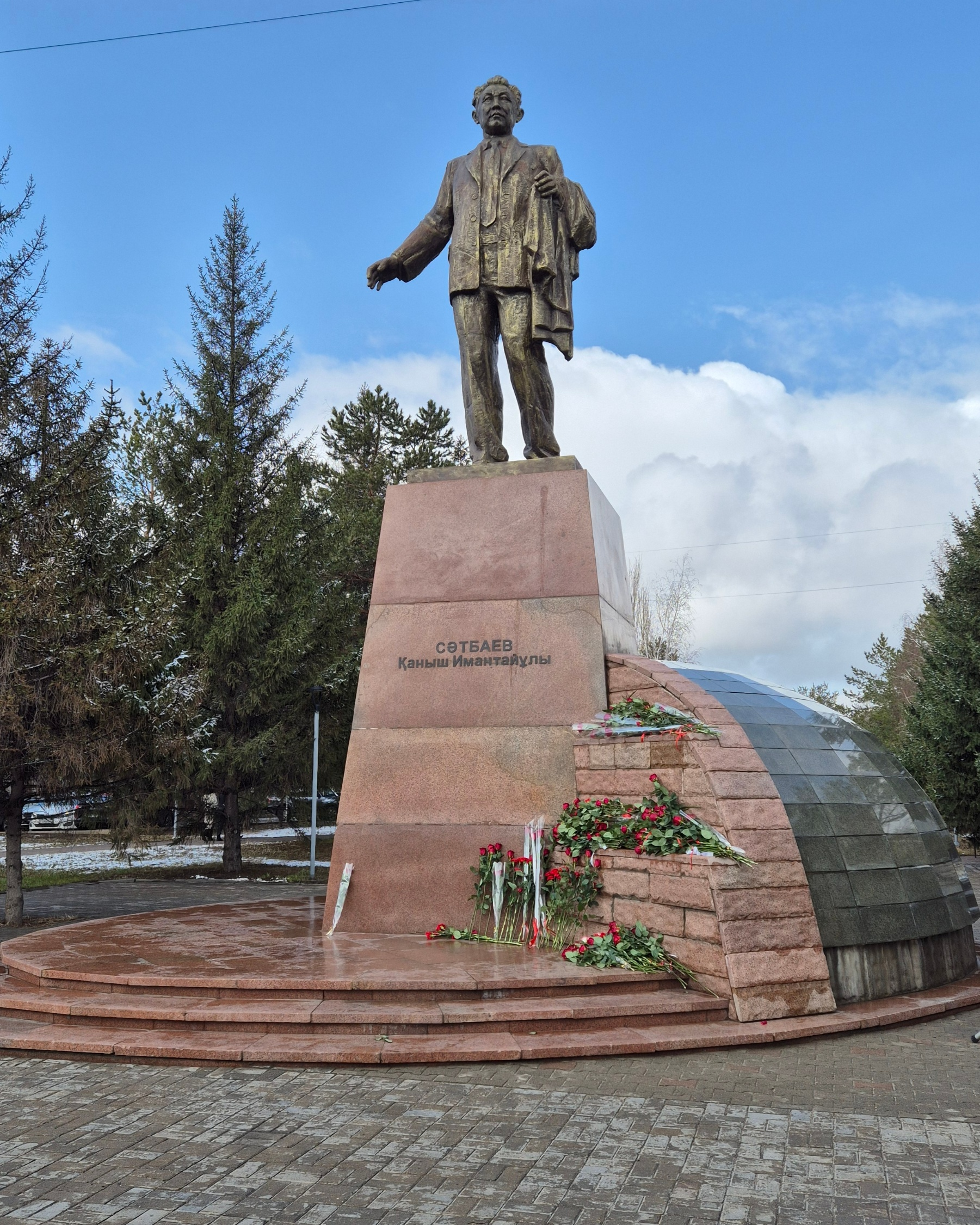
Памятник Канышу Сатпаеву

- 2000, 17 октября — в г. Павлодаре состоялось освящение католического храма Святой Терезы Младенца Иисуса.
- 2000, 25 октября — в г. Павлодаре у здания областного художественного музея открыт памятник поэту и философу Султанмахмуту Торайгырову[6].
- 2005 — образовано предприятие ТОО «Компания Нефтехим LTD»[11].
- 2010, 12 апреля — открытие памятника Канышу Имантаевичу Сатпаеву рядом с акиматом города Павлодара.
- 2011, 24 января — эстафета огня VII Зимних Азиатских Игр.
- 2016, 14 декабря — открыт новый мост через Иртыш[12].
- 2017, 9 января — открылся новый храм Архистратига Михаила в районе парка им. Гагарина[13].
- 2020, 23 декабря — открылся памятник казахскому поэту, философу и мыслителю Абаю Кунанбаеву[14]
- 2021, 21 марта — открылся памятник казахскому акыну, певцу и композитору Естаю Беркимбаеву[15]
- 2022, 5 января — в рамках крупных протестов в Казахстане на центральной площади города прошел антиправительственный митинг, некоторые митингующие были осуждены на 15 суток.[16]

В 2025 году Советом Глав государств СНГ Павлодару присвоено почётное звание почётное звание Содружества Независимых Государств «Город трудовой славы. 1941–1945 гг.».

## Экономика
В Павлодаре работают 8 системообразующих предприятий: АО «Алюминий Казахстана», АО «Казахстанский электролизный завод», ТОО «Павлодарский нефтехимический завод», АО «Павлодарэнерго», АО «Казэнергокабель», АО «Каустик», ПФ ТОО «KSP Steel», ПФ ТОО «Кастинг». Также функционируют металлургические предприятия по выпуску стали и бесшовных труб, имеющие экспортную ориентацию, предприятия по переработке нефти, выпуску кокса, производству электрического, электронного и оптического оборудования, предприятия обрабатывающей промышленности.
Для развития инвестиционных проектов в северной части города создана современная инвестиционная площадка с полным комплексом инфраструктуры СЭЗ «Павлодар».

### Промышленность
Промышленными предприятиями города в 2022 году произведено продукции на общую сумму 240,5 млрд тенге в том числе по отраслям:
- обрабатывающая промышленность: 1 073,1 млрд тенге
- горнодобывающая промышленность: 404, 5 млрд тенге,
- объём промышленного производства 1 752, 7 млрд тенге

Предприятия:
- АО «Алюминий Казахстана»;
- АО «Казахстанский электролизный завод»;
- Павлодарский машиностроительный завод;
- АО «Павлодарский нефтехимический завод»;
- ТОО «Компания Нефтехим LTD»[11];
- Каустик[19];
- Павлодарский картонно-рубероидный завод;
- ПФ ТОО «KSP Steel»;
- Казэнергокабель[20];
- Павлодарский трубопрокатный завод;
- Молком-Павлодар[21]

### Транспорт
Павлодарский трамвай
Открыт 18 октября 1965 года.

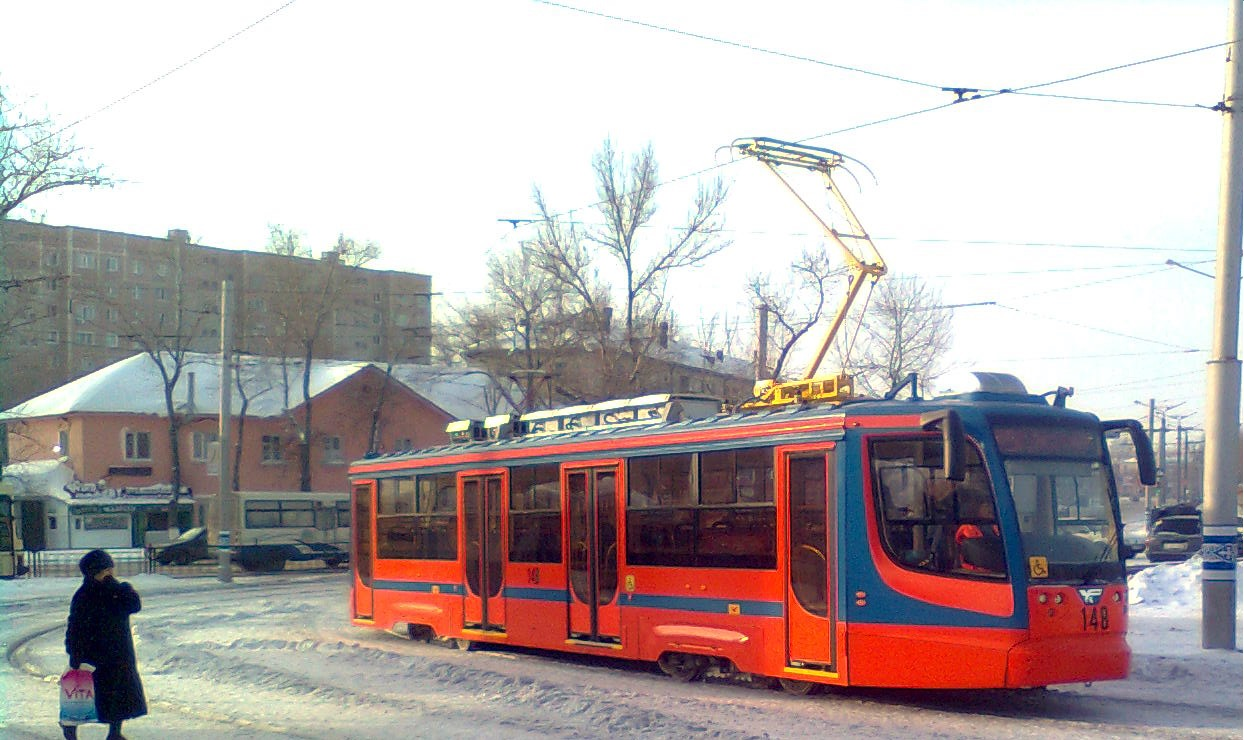
Трамвай на улице Павлодара

На сегодняшний день является крупнейшей трамвайной системой в Казахстане. Общая длина контактной сети составляет 89 км. Трамвайный парк насчитывает 109 пассажирских трамваев. Имеются 17 маршрутов, охватывающие весь город
Есть речной вокзал и грузовой порт.
Павлодарский речной порт и переправы через реку Иртыш
В настоящее время действует АО «Павлодарский речной порт», крупное транспортное и промышленное предприятие, занимающееся транзитом грузов, добычей и реализацией речного песка, продаёт и перевозит щебень, уголь, выполняет работы по очистке гидрологических объектов.
АО «Павлодарский речной порт» один из активно действующих портов на реке Иртыш.
Проект современного Павлодарского речного порта был разработан в 1955 году проектным институтом «Гипроречтранс» по заданию Министерства речного флота СССР. В 1965 году бывшая пристань Павлодара постановлением Совета Министров КазССР была переименована в Павлодарский речной порт. С этого момента в Павлодаре функционирует оснащённый новейшей перегрузочной техникой речной порт. К середине 1980-х годов Павлодарский речной порт стал крупнейшим перевалочным хабом. В то время по объёмам перевалки грузов он находился на первом месте среди сорока речных портов Советского Союза. В этот период, в среднем, за год переправляли порядка 6,5 миллионов тонн различных грузов. С 2001 года АО «Павлодарский речной порт» носит статус частного предприятия.
На территории города функционируют 2 автомобильных моста, 1 железнодорожный мост. Мостовой переход «Нұрлы жол» является частью нового автобана «Центр — Восток». Общая длина 12,26 км, из них 426 метров — арочный мост, который включает в себя русловой мост через реку Иртыш и эстакадную часть с мостами через реки Усолку, Старый Иртыш и озеро Щучье.
Павлодарский автобус
В городе действует 21 автобусный и 13 микроавтобусных маршрутов.
Стоимость проезда на общественном транспорте по состоянию на июль 2024 г.— 100 тенге
Также имеется международное автобусное сообщение с Новосибирском, Красноярском, Барнаулом, Омском и Рубцовском.

## Туризм
Туристический потенциал города представлен санаторием Мойылды, открытым в 1913 году. Санаторий находится близ озера Мойылды — удивительного озера, с уникальными целебными свойствами, чем оно и славилось среди местных жителей и ближних регионов.
Также, уникальным палеонтологическим памятником природы «Гусиный перелёт», являющимся самым крупным известным захоронением неогеновых животных, открытым в 1928 году. В 2019 году на месте, где расположен известный памятник, открыт музей под открытым небом, установлены объемные фигуры животных, обитавших здесь миллионы лет назад.
Привлекает внимание и историческая часть города, в которой сохранились здания постройки XIX—XX века, являющиеся сегодня памятниками архитектуры и истории местного значения. Среди них, Историко-краеведческий музей им. Г. Потанина, 1899 года постройки, Музей литературы и искусства им. Бухар Жырау, 1897 года постройки, здание мечети «Ақмешіт», 1905 года постройки и др.
Особой гордостью для всех жителей города Павлодара и излюбленным местом отдыха является набережная реки Иртыш, которая протянулась на 6 километров вдоль берега. Павлодарская набережная построена по террасовому принципу, с учётом естественного рельефа, благодаря этому со всех мест открывается живописный вид на реку и иртышскую пойму. Обустроена смотровая площадка.
В современный облик города вносят элементы традиционного архитектурного стиля Центральная мечеть им. Машһүр Жүсіп и Благовещенский кафедральный собор, а башенные часы на главпочтамте и по сей день считаются визитной карточкой города.

## Техническое развитие
На сегодняшний день Павлодар является центром областного развития высоких технологий. Так, 21 ноября 2007 года компания «Казахтелеком» официально объявила о завершении строительства сетей нового поколения NGN. В этот же день в Павлодаре, в Интернет-дата центре Павлодарского филиала «Казахтелеком» прошла презентация запуска NGN в местной сети. Внедрение NGN позволяет компании сразу перевести своих абонентов с устаревших аналоговых станций на новую платформу, исключив этап использования цифровых АТС.

## Население
| 1897     | 1923     | 1939     | 1959    | 1970     | 1979     | 1989     |
| -------- | -------- | -------- | ------- | -------- | -------- | -------- |
| 7738     | ↗19 108  | ↗28 535  | ↗90 096 | ↗187 070 | ↗272 895 | ↗330 748 |
| 1999     | 2009     | 2021     |         |          |          |          |
| ↘300 503 | ↗317 289 | ↗333 190 |         |          |          |          |

На 1 января 2025 года население города в составе территории городского акимата составляло 370 405 тыс. жителей.
Национальный состав территории городского акимата (на начало 2025 года):
- казахи — 192 458 чел. (51,96 %)
- русские — 126 489 чел. (34,15 %)
- украинцы — 19 809 чел. (5,39 %)
- немцы — 10 235 чел. (2,79 %)
- татары — 7576 чел. (2,06 %)
- белорусы — 2666 чел. (0,73 %)
- ингуши — 1265 чел. (0,34 %)
- азербайджанцы — 999 чел. (0,27 %)
- молдаване — 945 чел. (0,26 %)
- чеченцы — 792 чел. (0,22 %)
- корейцы — 612 чел. (0,17 %)
- узбеки — 554 чел. (0,15 %)
- поляки — 545 чел. (0,15 %)
- болгары — 507 чел. (0,14 %)
- башкиры — 477 чел. (0,13 %)
- чуваши — 381 чел. (0,10 %)
- другие — 4295 чел. (1,17 %)
- Всего — 367 254 чел. (100,00 %)

## Образование и наука
В настоящее время на территории города размещаются:
- 3 университета:
  - Павлодарский государственный педагогический университет (ПГПУ)
  - Торайгыров Университет (ПГУ)
  - Инновационный Евразийский университет (ИнЕУ)
- Павлодарское музыкальное училище имени П. И. Чайковского, позже переименованное в Павлодарский музыкальный колледж и на базе которого в 2005 году создали ГУ Комплекс «Музыкальный колледж-музыкальная школа-интернат для одарённых детей»
- Павлодарский Колледж информационных технологий
- Павлодарский политехнический колледж
- Павлодарский машиностроительный колледж
- Павлодарский химико-механический колледж
- Павлодарский художественный колледж
- Павлодарский медицинский высший колледж
- Учебный центр КУИС МВД РК
- Школа-лицей № 8 для одарённых детей
- 43 общеобразовательных школы[34].
- Казахско-турецкий лицей для одарённых юношей
- Казахско-турецкий лицей-интернат для одарённых девочек (2001 года)
- Назарбаев интеллектуальная школа химико-биологического направления (функционирует с 27 августа 2013 года)
- Гимназия имени Абая для одаренных детей
- Областная специализированная военная школа интернат имени Кабанбай батыра
- 2 театра:
  - Павлодарский театр драмы имени А. П. Чехова

- Казахский музыкальный драматический театр драмы имени Ж. Аймауытова

- 17 библиотек.
- Павлодарский областной художественный музей
- Павлодарский областной историко-краеведческий музей
- Музей «Ertis»
- Дом-музей песенного творчества имени Майры Шамсутдиновой
- Дом-музей Д. П. Багаева
- Музей им. Бухар жырау
- Дом-музей им. Павла Васильева
- Музей Воинской Славы
- Филиал и клиническая база Государственного медицинского университета города Семей (СГМА).

## Культура и спорт
Богата и разнообразна культурная жизнь Павлодара. В городе находятся 7 Дворцов и Домов культуры, 2 драматических театров, 13 библиотек, 9 музеев, среди них жемчужина истории Павлодарского Прииртышья — областной историко-краеведческий музей им. Г. Потанина, единственный в Казахстане Дом-музей грампластинок им. Шафера, созданный на базе частной коллекции Н. Шафера, где собрано 25 тысяч музыкальных пластинок. В 2019 году в Павлодаре открыт не имеющий аналогов в стране мультимедийный музей естественных наук «Ertis», где жители и гости города смогут окунуться в историю Прииртышья.
Также, в городе расположена единственная в области филармония имени И. Байзакова, включающая в себя: оркестр казахских народных инструментов имени Р. Омарова, симфонический оркестр, джазовый оркестр, камерный хор, ансамбль народных инструментов и др.
Еженедельно в летний период на излюбленной горожанами и гостями города набережной проходит фестиваль open air «Ertis promenade». Специально для этого на нижнем ярусе Центральной набережной сооружена сцена, на которой проводятся различные культурно-массовые мероприятия, выступают звезды казахстанской и зарубежной эстрады.
Известен Павлодар и своей спортивной жизнью. В городе расположены: 4 стадиона, 12 бассейнов, среди которых единственный в области 50-ти метровый олимпийский бассейн «Ertis Olympic», 142 спортивных зала, 3 лыжные базы. В Северной части Павлодара начато строительство спортивного городка «Sport city», в 2019 году уже сдан в эксплуатацию полноразмерный крытый футбольный манеж, завершается строительство Ледовой арены. Павлодарцы гордятся достижениями своих земляков, которые представляют город на различных соревнованиях, республиканского и международного уровня, становясь чемпионами и призёрами. Так, спортивная гордость Павлодара — футбольная команда «Иртыш», является пятикратным обладателем титула Чемпионов Казахстана.

### Пресса
В Павлодаре и Павлодарской области выходят на регулярной основе газеты «Версия», «Звезда Прииртышья», «Сарыарқа самалы», «Обозрение недели», «Городская неделя», «Ардагер-ветеран» и многие другие.

### Религиозная жизнь

Центральная мечеть имени Машхур Жусупа Копеева.
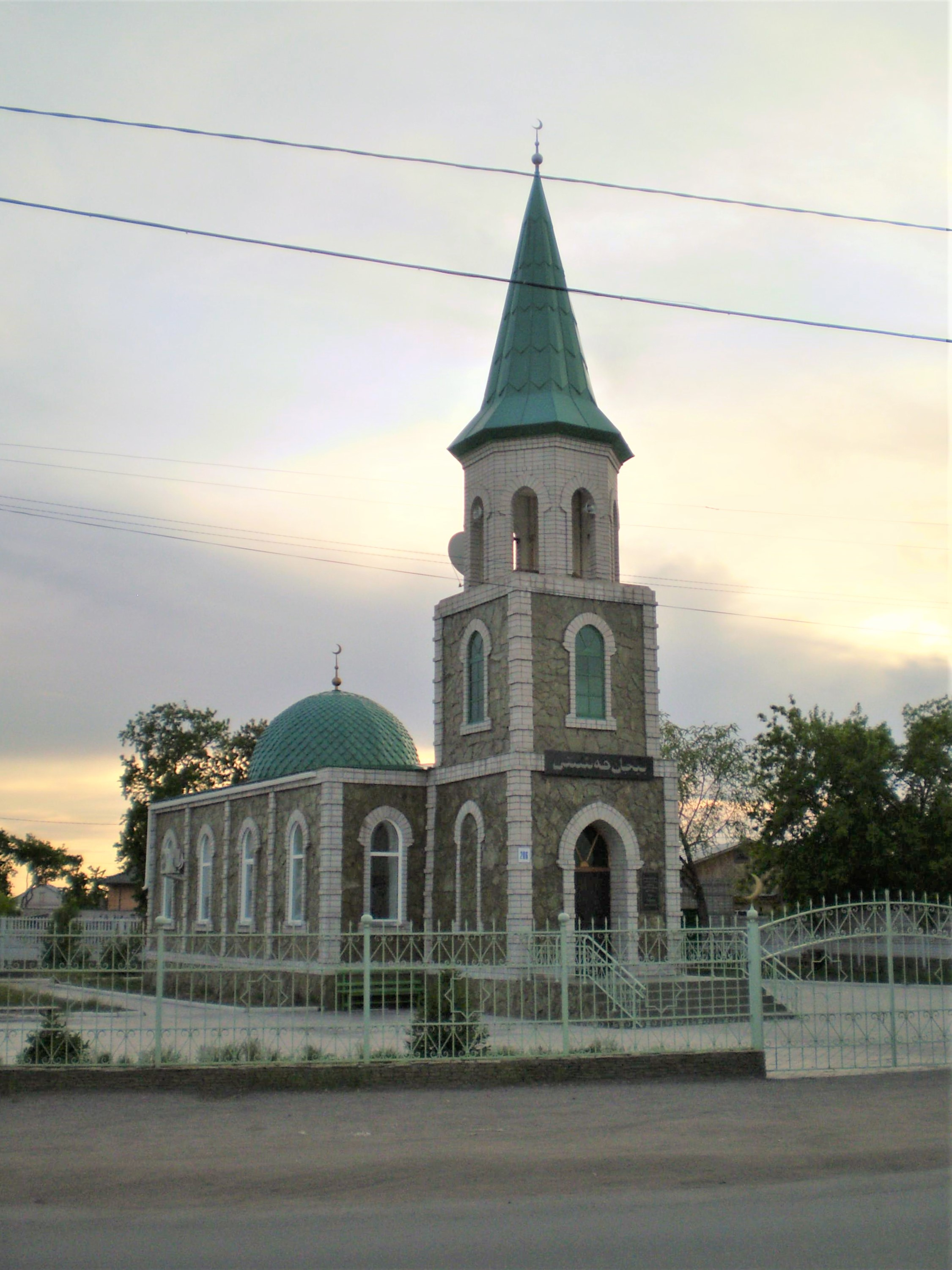
Мечеть купца Бижана
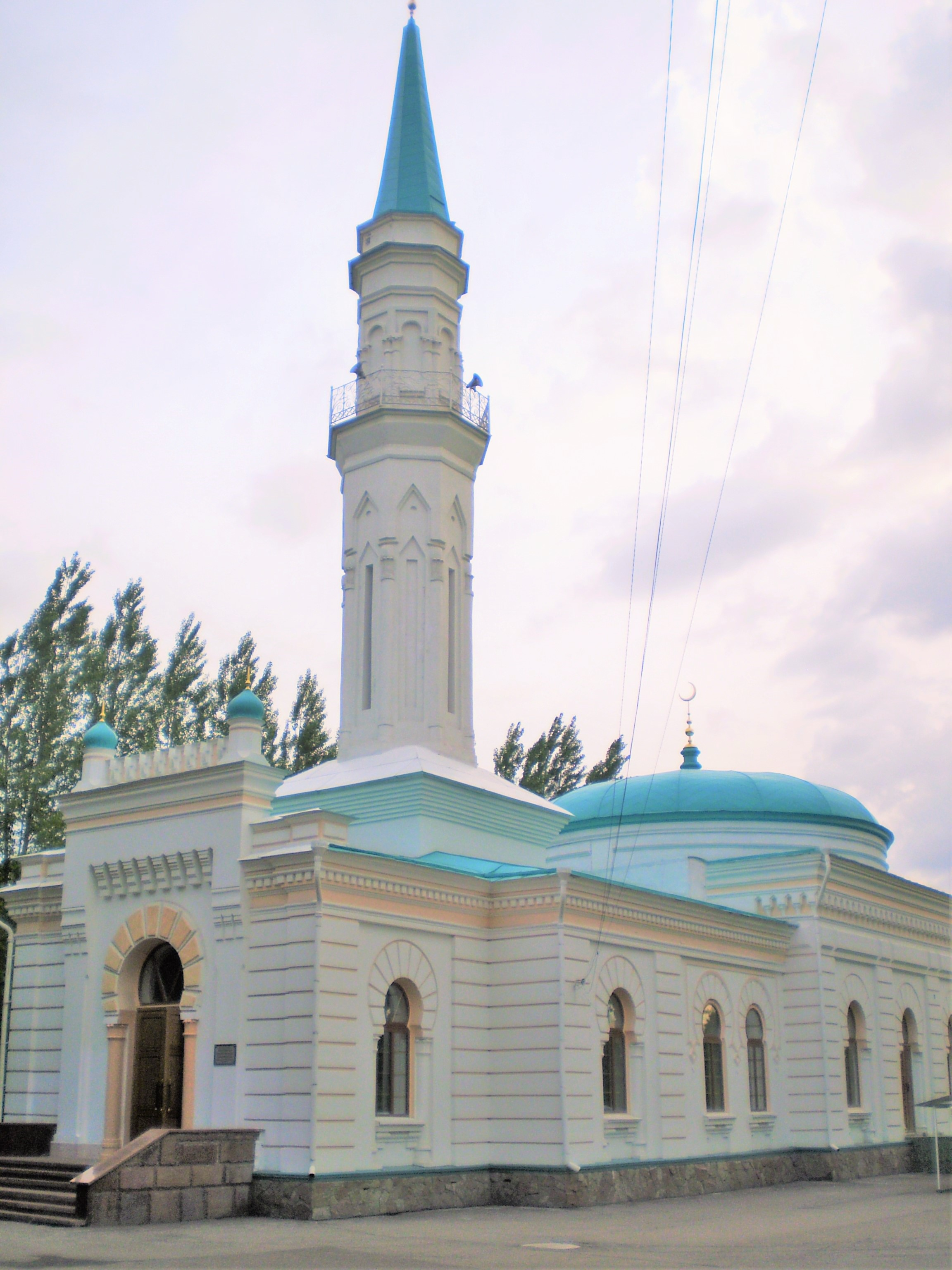
Белая мечеть имени Абдулфаттаха Рамазанова.
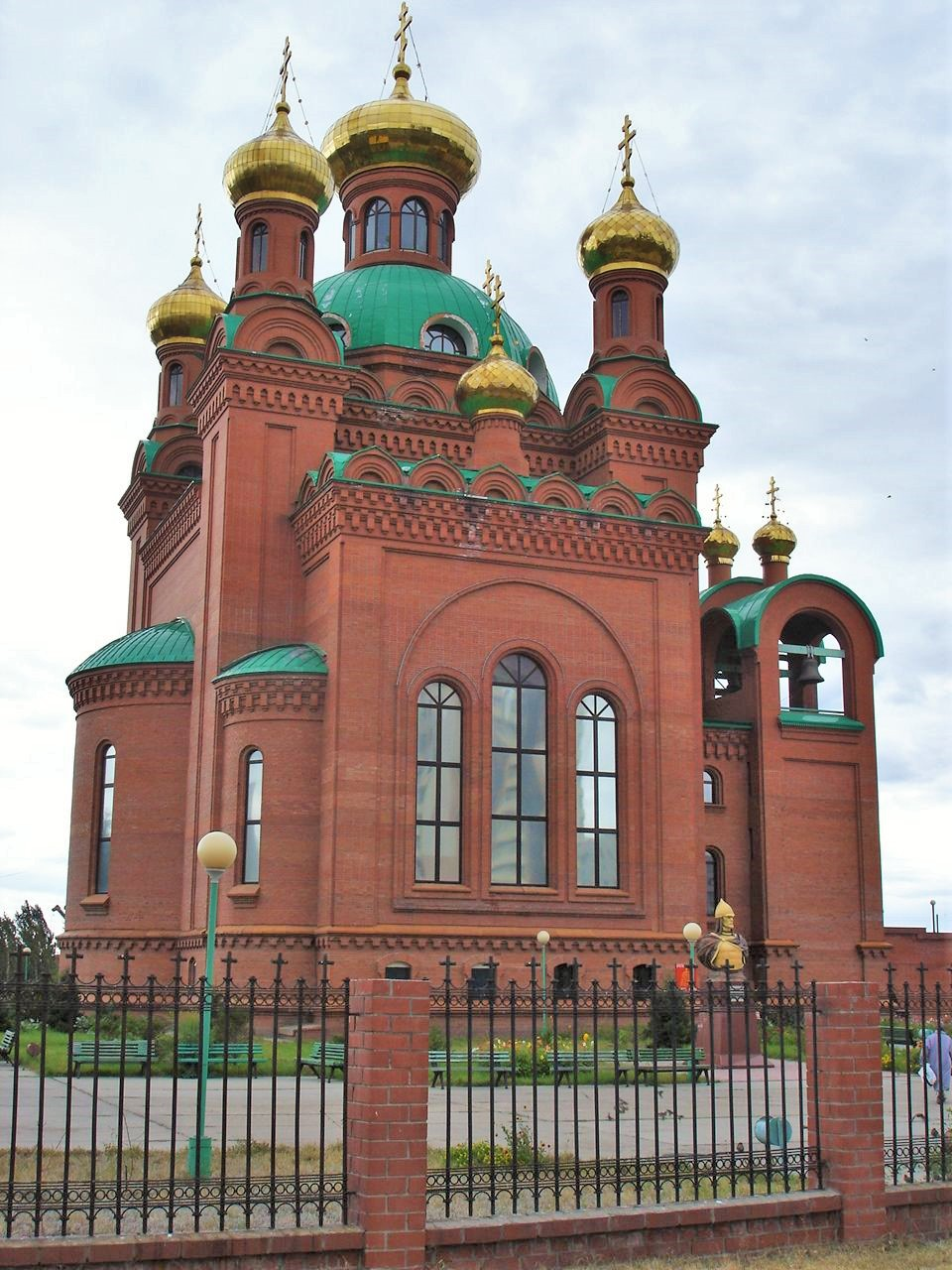
Благовещенский кафедральный собор[35], РПЦ.
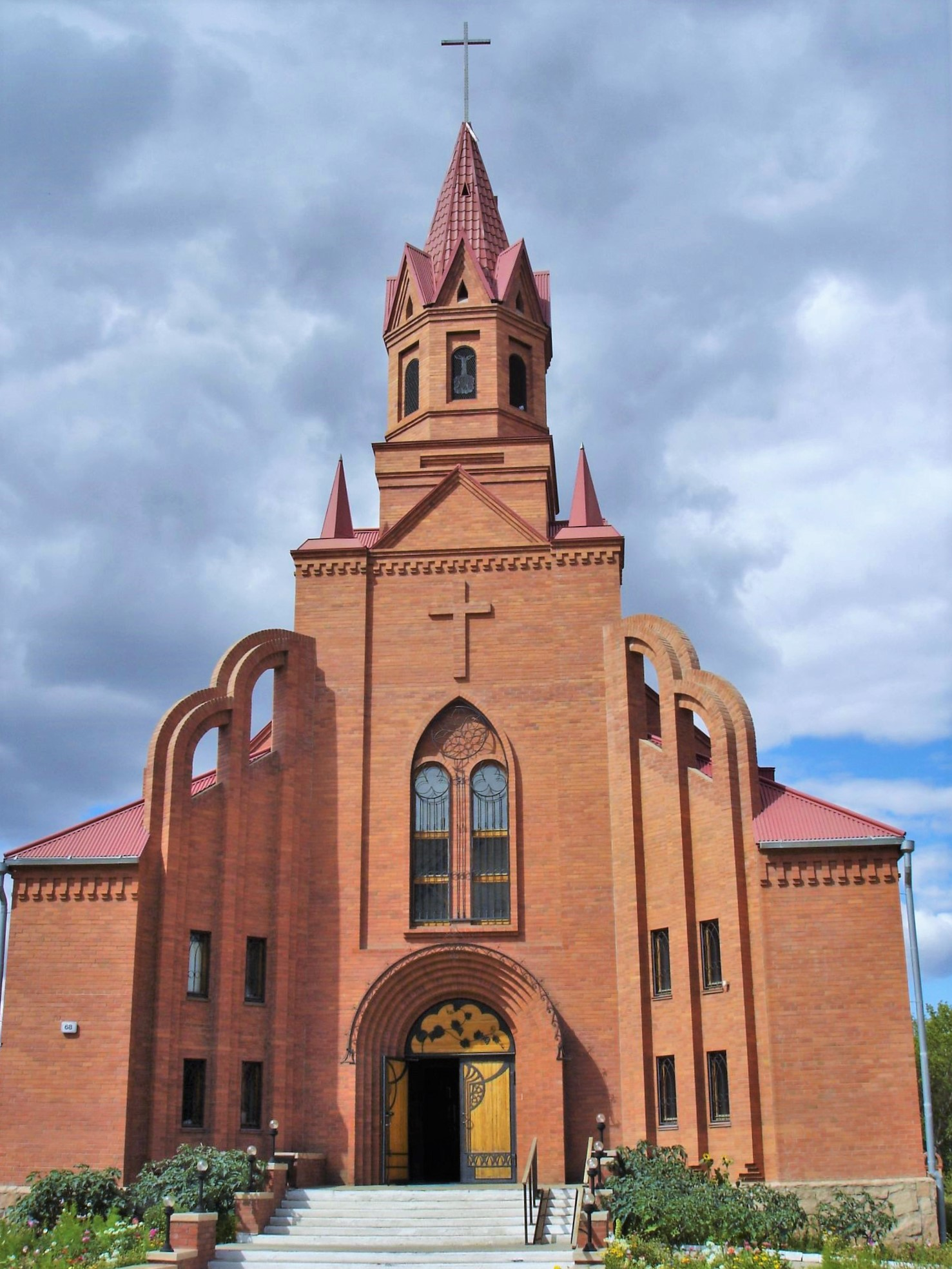
Католическая церковь Святой Терезы Младенца Иисуса
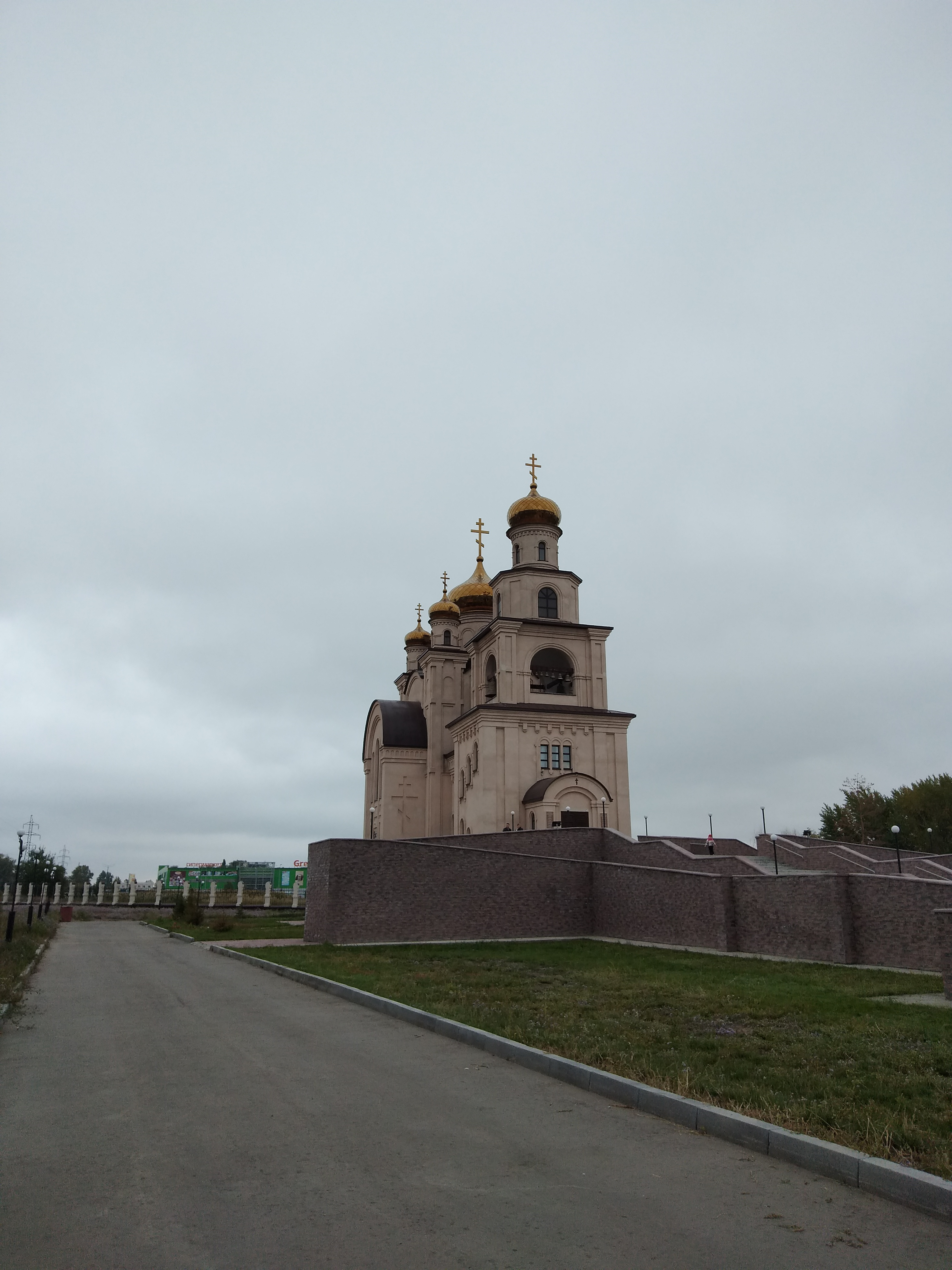
Михаило-Архангельский храм

В городе расположена мечеть имени Машхура Жусупа, достаточно активна жизнь мусульманской общины.
Также существуют православная и католическая общины, две евангелическо-лютеранские общины, община евангельских христиан-баптистов, пятидесятников, адвентистов седьмого дня, община харизматического направления «Церковь Иисуса Христа», пресвитерианская церковь «Грейс».
Православная община (принадлежащая к Павлодарской и Экибастузской епархии) насчитывает в городе и области 6 приходов (4 из них в тюремных учреждениях: на территории АП-162/3 находится церковь Святого праведного Иоанна Кронштадтского, в АП-162/4 построена церковь в честь Святой Животворящей Троицы. АП-162/5 включает в себя церковь в честь иконы Пресвятой Богородицы «Взыскание погибших», а АП-162/2 — храм в честь иконы Пресвятой Богородицы «Всех скорбящих радосте»).
Католическая община Церкви Святой Терезы Младенца Иисуса в настоящий момент духовно окормляет сам город и 15 окрестных сёл, где нет своих собственных общин. Служения проводятся в домах у верующих, а в одном случае — в помещении сельского клуба, в селе Красноармейка с 1979 года существует часовня-каплица. В общине служат сёстры-монахини из конгрегации сестёр Евхаристического Иисуса.
В Павлодаре также есть синагога.

### Музыка
В настоящее время[когда?] город переживает бум своего развития, что выражается в растущем разнообразии городских событий. В городе существуют несколько ночных клубов, проводятся фестивали. На городском пляже, благоустроенном в начале 2000-х годов, проходят концерты представителей казахстанской и зарубежной эстрады. В музеях города постоянно проходят выставки и акции, представляющие художественный интерес. В городе есть Музыкальный колледж.
Сообщество жителей города, предпочитающих тяжелую музыку, также достаточно велико, чтобы не оставаться незамеченными. В городе существуют местные музыкальные группы, исполняющие рок- и металлическую музыку. Регулярно проходят музыкальные мероприятия соответствующего характера. В Павлодаре родились Скриптонит (Адиль Жалелов) — казахстанский исполнитель и музыкальный продюсер, основатель лейбла Musica36, который является самым прослушиваемым артистом в СНГ за 2021 год по версии Музыки Первого, Мария Мудряк — оперная певица.

### Спорт
Для массовых занятий физической культурой и спортом населению города в настоящий момент предоставлены спортивные сооружения — 5 стадионов, ледовый дворец «Астана», 8 спортивных комплексов, 9 плавательных бассейнов, 133 спортивных зала, легкоатлетический манеж «Юность», 3 лыжные базы и некоторые другие сооружения. В Павлодаре родились и обучались такие известные спортсмены, как Бакыт Сарсекбаев чемпион Олимпийских игр 2008 года в Пекине в полусредней весовой категории (до 69 кг.), двукратный медалист Летних Азиатских игр (одна золотая и одна бронзовая медаль, в 2006 и 2002 годах соответственно). Заслуженный мастер спорта Республики Казахстан (2008). Кавалер ордена «Барыс» 1 степени. Людмила Прокашёва — бронзовый призёр зимней Олимпиады 1998 года в Нагано в городе Нагано; перспективные лыжники, неоднократные чемпионы Казахстана, члены сборной Казахстана Андрей Головко и Денис Кривушкин, участники XX зимних Олимпийских игр в Турине; Роман Валиев — участник 4-х Олимпиад: Афины (Греция) — 2004 г., Пекин (Китай) — 2008 г., Лондон (Англия) — 2012 г. и Рио де Жанейро (Бразилия) — 2016 г., Виктория Яловцева — член сборной Казахстана по легкой атлетике, чемпион Республики Казахстан и Азиатских игр в Таиланде; Саят Альмукашев — чемпион Казахстана по дзюдо, бронзовый призёр Кубка Мира группы «А» и многие другие.
Футбол
Традиционный интерес проявляют павлодарцы к футболу. Футбольная команда «Иртыш», чьей домашней ареной является Центральный стадион города, пятикратный чемпион Казахстана, обладатель Кубка страны (1997/98), полуфиналист Азиатского Кубка чемпионов (2001), участником престижных международных розыгрышей — Лиги Чемпионов УЕФА и Лиги Европы УЕФА, также является самой титулованной командой современного Казахстана по количеству медалей, собранных за время существования Высшего дивизиона.
Хоккей
В октябре 2003 года в Павлодаре был открыт ледовый дворец «Астана». А годом позже было решено создать команду мастеров — хоккейный клуб «Иртыш», который принял участие в чемпионате Казахстана по хоккею с шайбой (высшая лига). Также команда выступала в первенстве России (первая лига). Причем в сезоне 2007—2008 в российском первенстве первой лиги павлодарская команда завоевала серебряные награды. Сезон 2008—2009 годов был для команды потерянным. В первенстве Республики Казахстан в сезоне 2010—2011 команда заняла 3 место. ХК «Иртыш» в сезоне 2011—2012 впервые занял 2 место в регулярном первенстве Казахстана по хоккею с шайбой, а на следующий год «Иртыш» впервые в своей истории завоевал золотые медали первенства страны.
В Павлодаре родился Максим Кузнецов, в 1995 году он стал первым выходцем из Казахстана, которого выбрали в первом раунде драфта НХЛ. Под общим 26-м номером он был выбран клубом «Детройт Ред Уингз». Максим Кузнецов является одним из лучших казахстанских хоккеистов последних лет и лучшим защитником из Казахстана за всё время выступления спортсменов родом из этой страны в сильнейшей профессиональной лиге мира НХЛ. По количеству матчей (136) проведённых в НХЛ занимает второе место среди казахстанцев после нападающего Николая Антропова. В Павлодаре Максим начал заниматься хоккеем и получил первые навыки игры в детско-юношеской хоккейной секции «Восход». Максим Кузнецов единственный обладатель Кубка Стэнли из Казахстана.
Шахматы
Достаточно высокий уровень развития в городе имеют шахматы. В городе проходят многочисленные соревнования, кубки, турниры — такие, например, как «Павлодар Open», Кубок Павлодарской области по быстрым шахматам. Активное участие в шахматной жизни города принимают международные гроссмейстеры Ринат Джумабаев и Павел Коцур, международные мастера Антон Скурыгин, Евгений Егоров, Валентин Захаров, Владимир Гребенщиков, Александр Шабрин. Также в Павлодаре больше десятка мужских и женских мастеров ФИДЕ. Функционирует сайт «Шахматы-Павлодар», руководителем проекта является мастер ФИДЕ Григорий Скурыгин.
Авто и мотоспорт

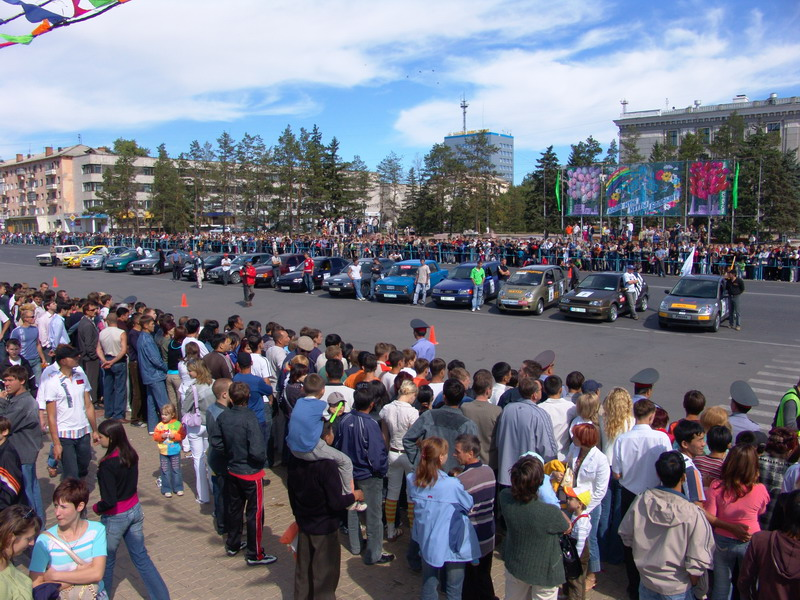
Построение участников любительских автогонок на Центральной площади Павлодара, празднование Дня города, 26 августа 2006 г.

До конца 1990-х годов в областном центре активно проводились профессиональные авто- и мотогонки (ралли, автокросс, зимние трековые гонки, картинг, мотокросс), а с 1997 года — любительские автогонки (ралли, фигурное вождение, дрэг-рейсинг). Павлодарские гонщики всегда являлись одними из быстрейших в Казахстане. В 2007 году состоялось возрождение профессиональной автогоночной команды города.
Бокс
Павлодар является родиной Бакыта Сарсекбаева чемпиона Олимпийских игр 2008 года в Пекине в полусредней весовой категории (до 69 кг.), двукратного медалиста Азиатских игр (одна золотая и одна бронзовая медаль, в 2006 и 2002 годах соответственно), Николая Кульпина, который в 1992 году вошел в состав сборной СНГ по боксу на Олимпийских играх в Барселоне.

## Главы города

### Первые секретари горкома
1. Требухин, Фёдор Васильевич (1963—1964)
2. Крамынин Владимир Васильевич (1964—1965)
3. Макеев, Михаил Матвеевич (1965—1974)
4. Пирожников, Геннадий Иванович ~1975-1980~
5. Никифоров, Геннадий Алексеевич (1982—1988)

### Председатели горисполкома
1. Сахаров Николай Георгиевич — с марта 1926 по февраль 1927 года председатель Павлодарского городского Совета рабочих, крестьянских и красноармейских депутатов.
2. Скульский Николай Андреевич — с марта 1928 года по январь 1929 года председатель Павлодарского городского Совета рабочих, крестьянских и красноармейских депутатов.
3. Культенко Петр Иванович — с января 1929 по август 1929 года председатель Павлодарского городского Совета рабочих, крестьянских и красноармейских депутатов.
4. Строев Михаил Васильевич — с августа 1929 по сентябрь 1930 года председатель Павлодарского городского Совета рабочих, крестьянских и красноармейских депутатов.
5. Смирнов Дмитрий Иванович — с октября 1930 года по январь 1932 года председатель Павлодарского городского Совета рабочих, крестьянских и красноармейских депутатов.
6. Чуднов Константин Алексеевич — с января 1932 года по октябрь 1932 года председатель Павлодарского городского Совета рабочих, крестьянских и красноармейских депутатов.
7. Голубицкий Георгий (Григорий) Спиридонович — с июня 1932 года по октябрь 1933 года председатель Павлодарского городского Совета рабочих, крестьянских и красноармейских депутатов.
8. Типалов Климент Васильевич — с февраля 1933 по октябрь 1933 года председатель Павлодарского городского Совета рабочих, крестьянских и красноармейских депутатов.
9. Жубржицкий Иосиф Людвигович — с октября 1933 года по июнь 1934 года председатель Павлодарского городского Совета рабочих, крестьянских и красноармейских депутатов.
10. Культенко Петр Иванович — с августа 1934 года по ноябрь 1934 года председатель Павлодарского городского Совета рабочих, крестьянских и красноармейских депутатов.
11. Нуждин Феофан Анисимович — с 1934 года по май 1935 года председатель Павлодарского городского Совета рабочих, крестьянских и красноармейских депутатов.
12. Талдыгулов Такави (Талдыгуев, Талдугулев) — с мая 1935 по декабрь 1935 года председатель Павлодарского городского Совета рабочих, крестьянских и красноармейских депутатов.
13. Горбенко Николай Никифорович — с декабря 1935 года по август 1939 года председатель Павлодарского городского Совета рабочих, крестьянских и красноармейских депутатов.
14. Перышкин Петр Никитович — с декабря 1939 года по октябрь 1941 года председатель Павлодарского городского Совета рабочих, крестьянских и красноармейских депутатов.
15. Калошин Тихон Петрович — с октября 1941 года по 3 ноября 1942 года — председатель исполнительного комитета Павлодарского городского Совета депутатов трудящихся.
16. Ахметов Абдулла Ахметович — с 3 ноября по 24 января 1944 года председатель исполнительного комитета Павлодарского городского Совета депутатов трудящихся.
17. Артамонов Семен Нестерович — с января 1944 года по апрель 1946 года
18. Сергазин Шайдахмет — с апреля 1946 года по апрель 1946 года — председатель исполнительного комитета Павлодарского городского Совета депутатов трудящихся.
19. Тлегенов Ибраим Тлегенович — с июля 1951 года по июль 1954 года председатель исполнительного комитета Павлодарского городского Совета депутатов трудящихся.
20. Дюсебаев Каратай — с июня 1954 года по апрель 1955 года председатель исполнительного комитета Павлодарского городского Совета депутатов трудящихся.
21. Овсянников Василий Иванович — с 11 апреля 1955 года по 11 февраля 1959 года председатель исполнительного комитета Павлодарского городского Совета депутатов трудящихся.
22. Медведев Яков Николаевич — с марта 1959 года по ноябрь 1960 года председатель исполнительного комитета Павлодарского городского Совета депутатов трудящихся.
23. Бабченко Дмитрий Васильевич — с 4 ноября 1960 года по март 1963 года
24. Вахламов Борис Александрович — с марта 1963 года по 30 марта 1965 года председатель исполнительного комитета Павлодарского городского Совета депутатов трудящихся.
25. Тарасенко Михаил Сергеевич — с 30 марта 1965 года по 31 марта 1967 года председатель исполнительного комитета Павлодарского городского Совета депутатов трудящихся.
26. Малышкин Аркадий Степанович — с 31 марта 1967 год по 24 апреля 1970 года председатель исполнительного комитета Павлодарского городского Совета депутатов трудящихся.
27. Постников Константин Иванович — с апреля 1970 года по 9 ноября 1976 года председатель исполнительного комитета Павлодарского городского Совета депутатов трудящихся.
28. Азаров Евгений Григорьевич — с 9 ноября 1976 года по 13 июля 1981 года — председатель исполнительного комитета Павлодарского городского Совета депутатов трудящихся.
29. Джазин Амур Нурмухамбетович — с 17 июля 1981 года по март 1987 года председатель исполнительного комитета Павлодарского городского Совета депутатов трудящихся (с октября 1977 года — народных депутатов).
30. Алигужинов Серик Карабатырович -с марта 1987 по 18 мая 1988 года председатель исполнительного комитета Павлодарского городского Совета народных депутатов.
31. Аубакиров Аманжол Базарбаевич — с 25 июня 1988 года по 1 февраля 1991 года председатель исполнительного комитета Павлодарского городского Совета народных депутатов.

### Акимы
1. Рюмкин, Александр Васильевич (1991—1994)[43]
2. Владимир Пыхтин (август 1994 — апрель 1998)
3. Чмых, Николай Иванович (апрель 1998 — 7 марта 2003)
4. Нурпеисов, Кайрат Айтмухамбетович (7 марта 2003 — 14 июня 2003)
5. Демеуов, Бакир Саматович (июнь 2003 — апрель 2009)
6. Жуламанов, Бакитжан Толевжанович (24 апреля 2009 — 26 сентября 2011)
7. Каиргельдинов, Оразгельды Алигазинович (8 октября 2011 — 12 апреля 2014)
8. Бакауов, Булат Жумабекович (12 апреля 2014 — 25 марта 2016)
9. Ашимбетов, Нуржан Кемерович (12 апреля 2016 — 22 августа 2018)[44]
10. Кумпекеев, Ануар Каиргельдыевич (22 августа 2018 — 2 июля 2019)[45]
11. Нукенов, Кайрат Темиршотович (10 июля 2019 — 27 июля 2020)
12. Иманслям, Ержан Иманслямулы (27 июля 2020 — 19 июля 2021)[46][47]
13. Байханов, Асаин Куандыкович (19 июля 2021 — 6 декабря 2022)[48]
14. Иманзаипов, Ержан Бейбутович (29 декабря 2022 — 4 сентября 2023)[49][50]
15. Хабылбеков, Хасар Айтпекович (с 12 сентября 2023)[51]

## Галерея

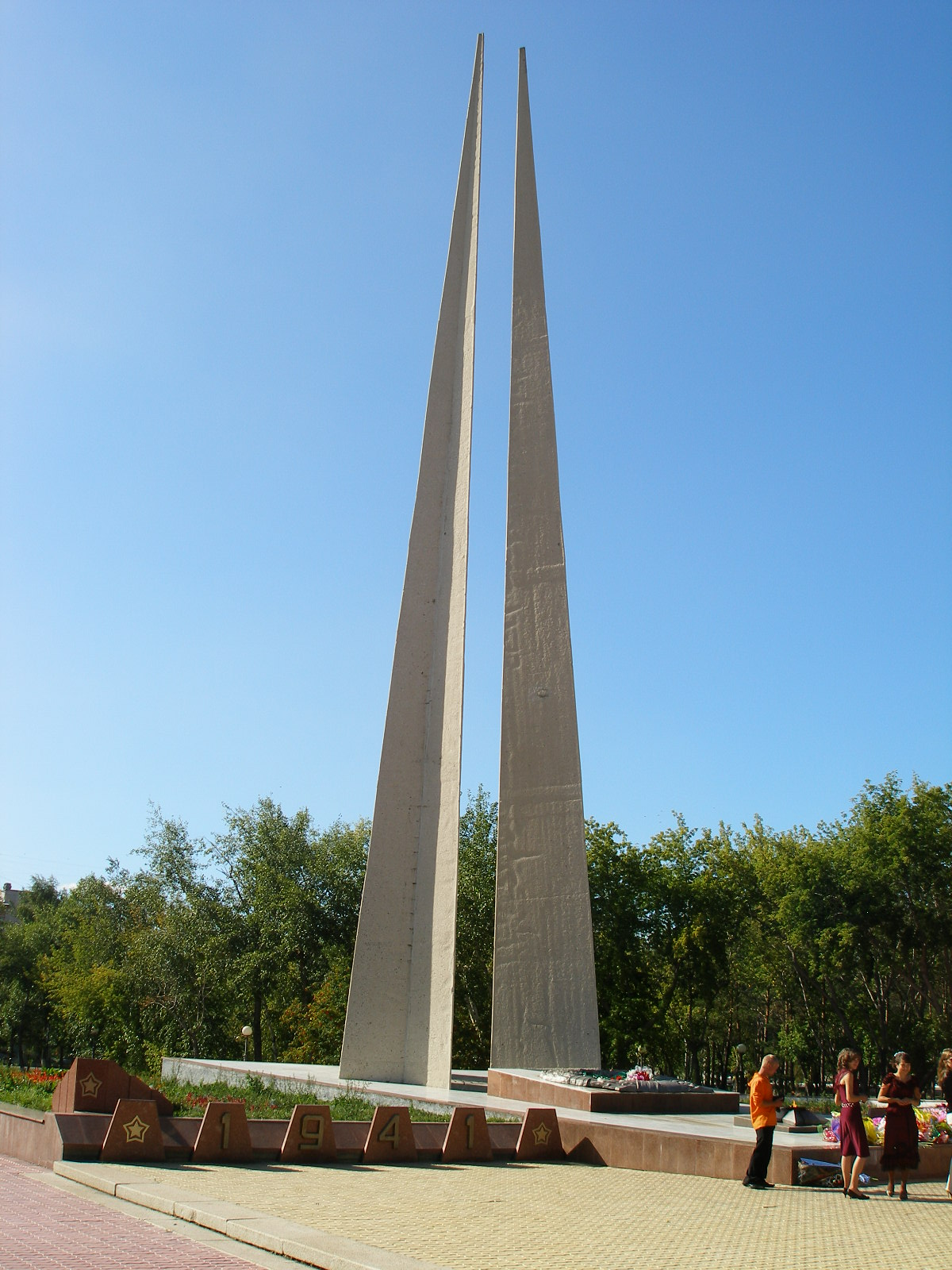
Обелиск Славы у Вечного огня в парке Победы
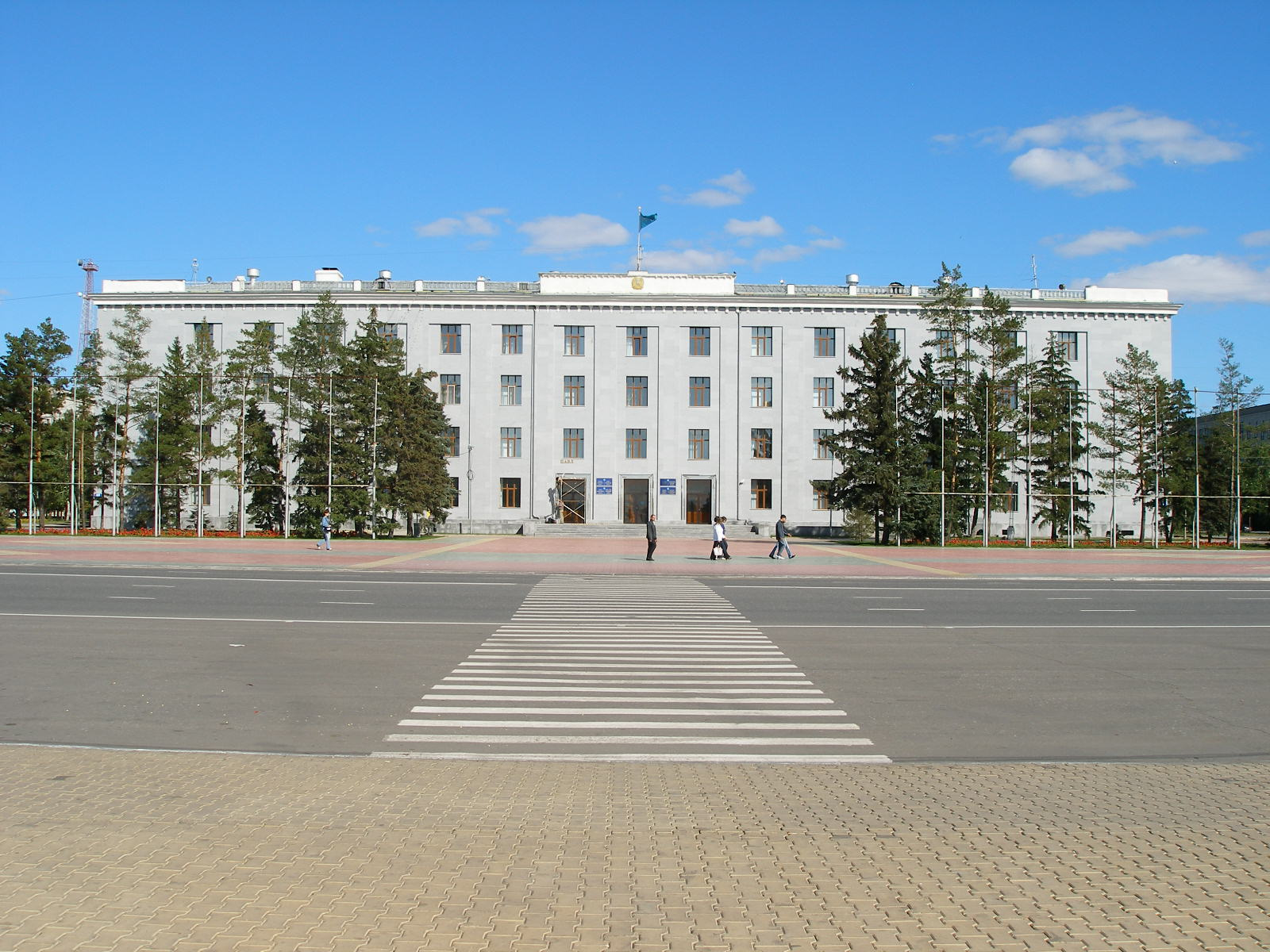
Здание акимата Павлодарской области
Скульптура «Ер-Төстік»
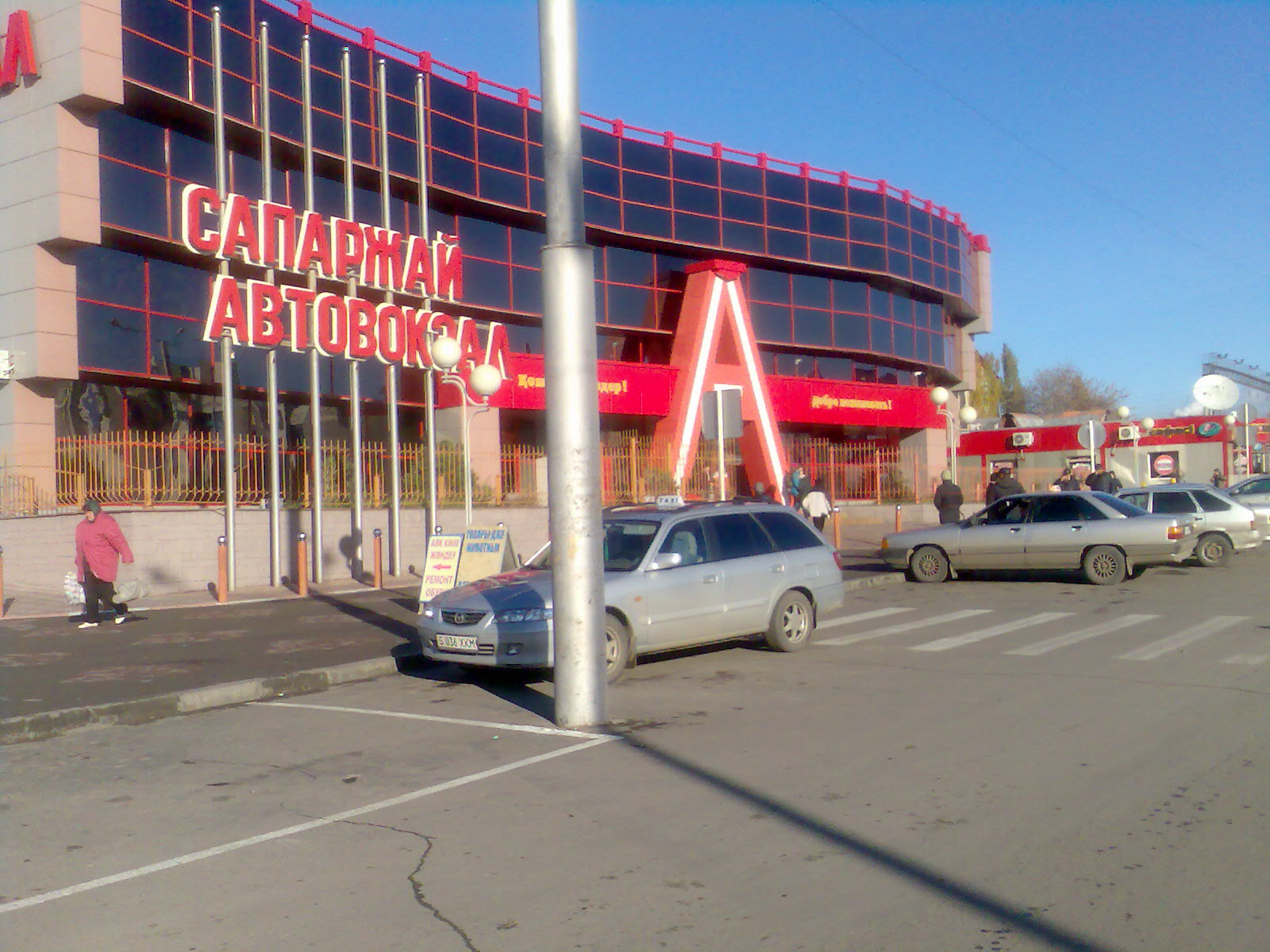
Автовокзал Павлодара
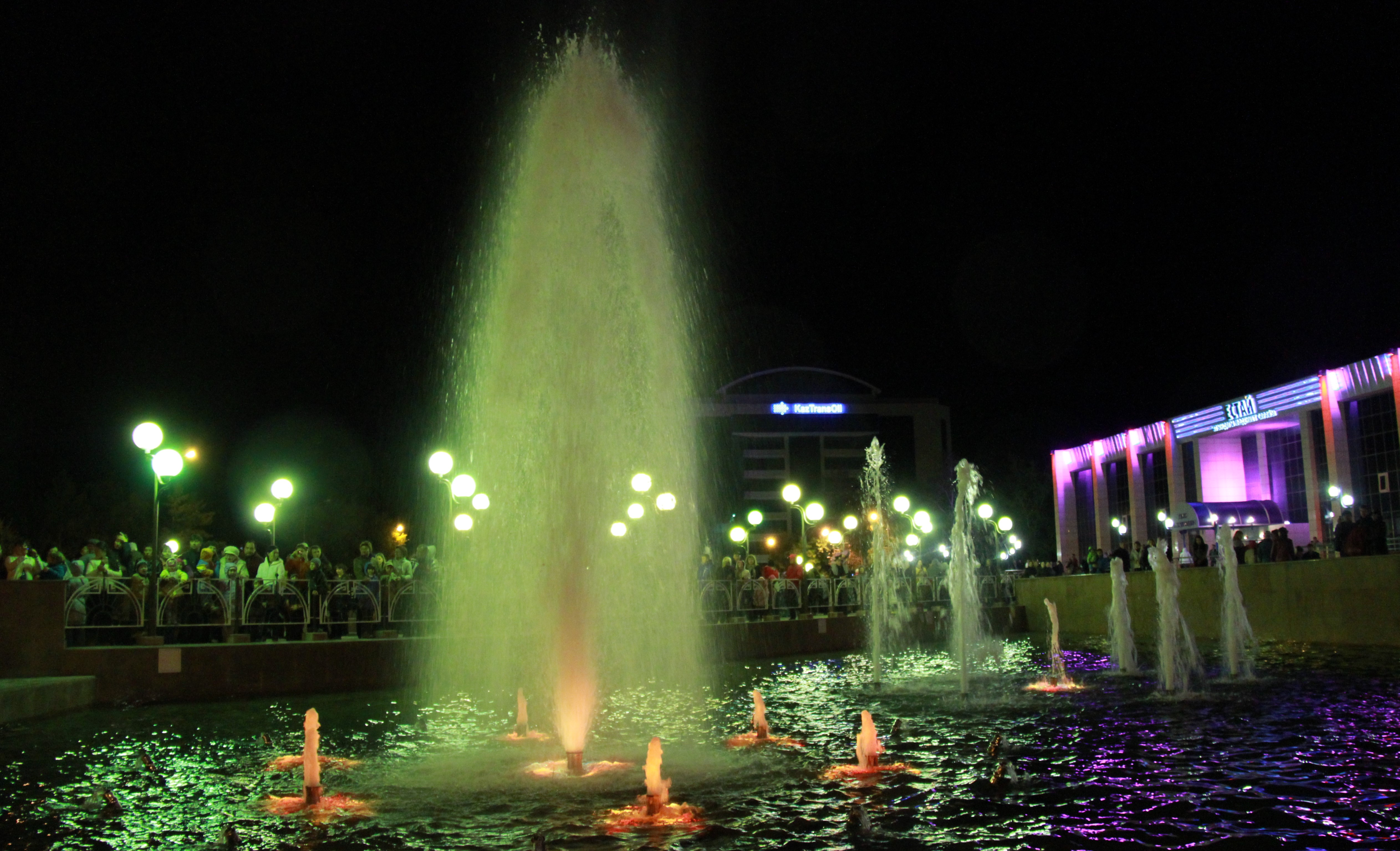
Фонтан у ГДЦ им. Естая
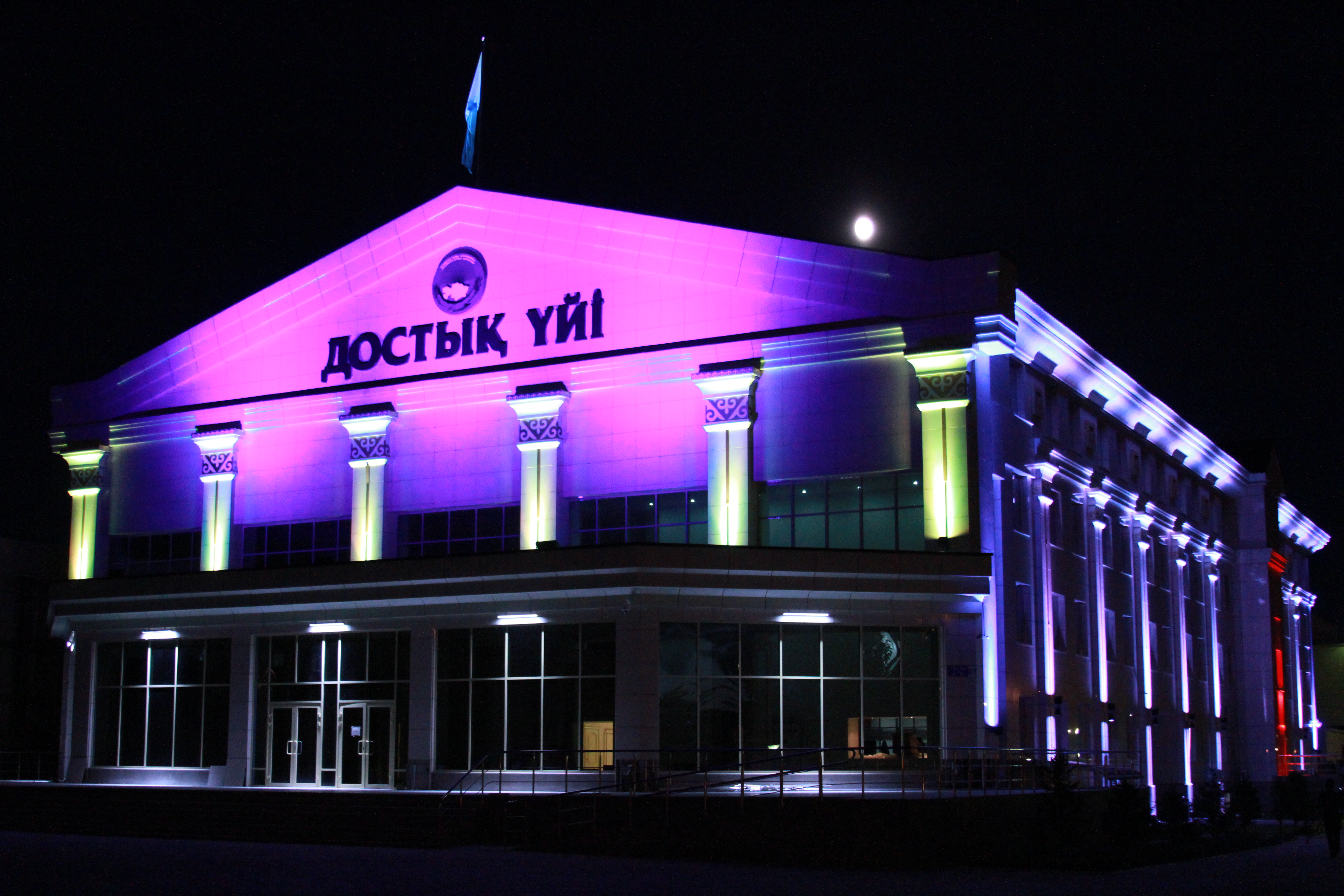
Дом Дружбы
ЦОД АО «Казахтелеком»
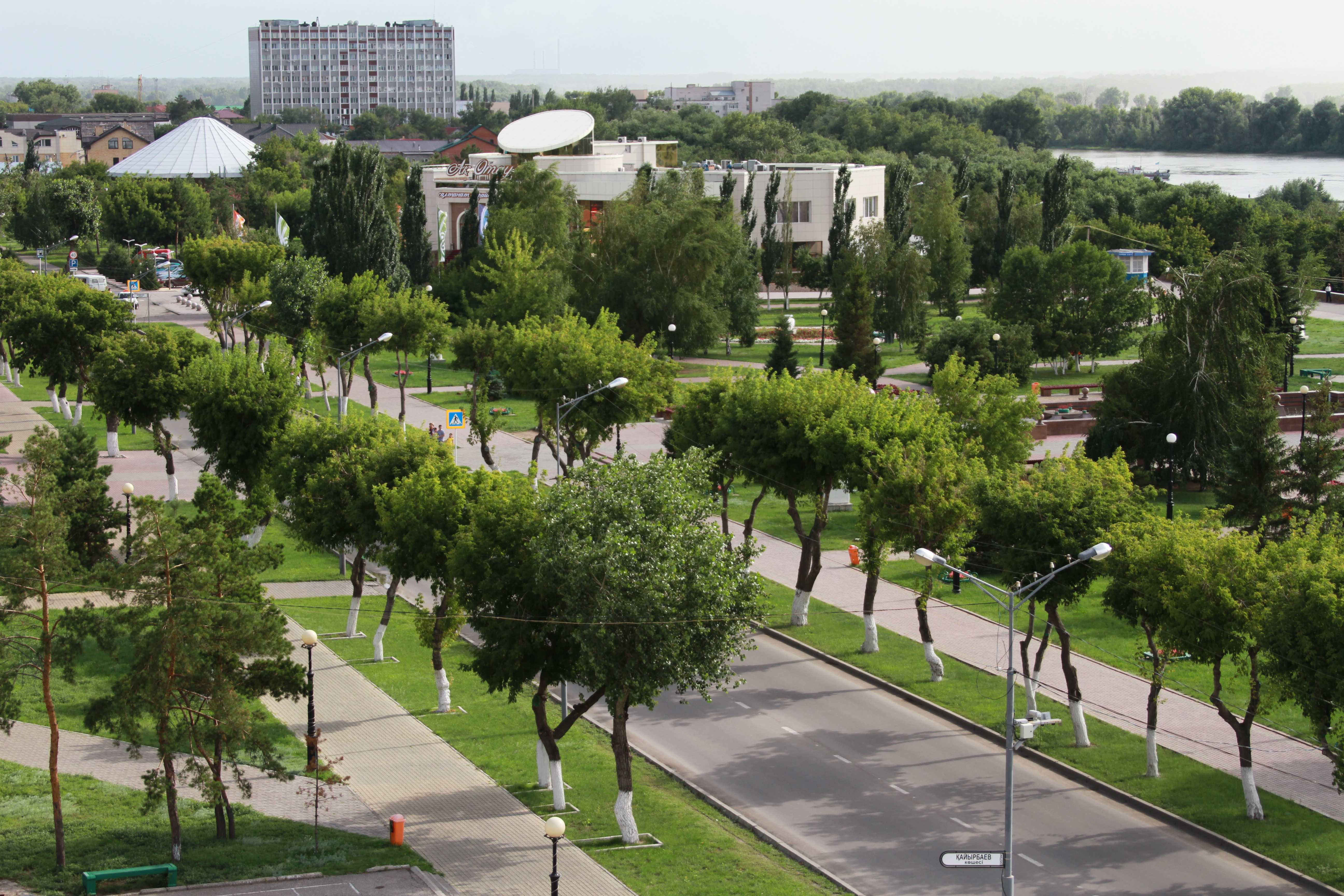
Центральная набережная
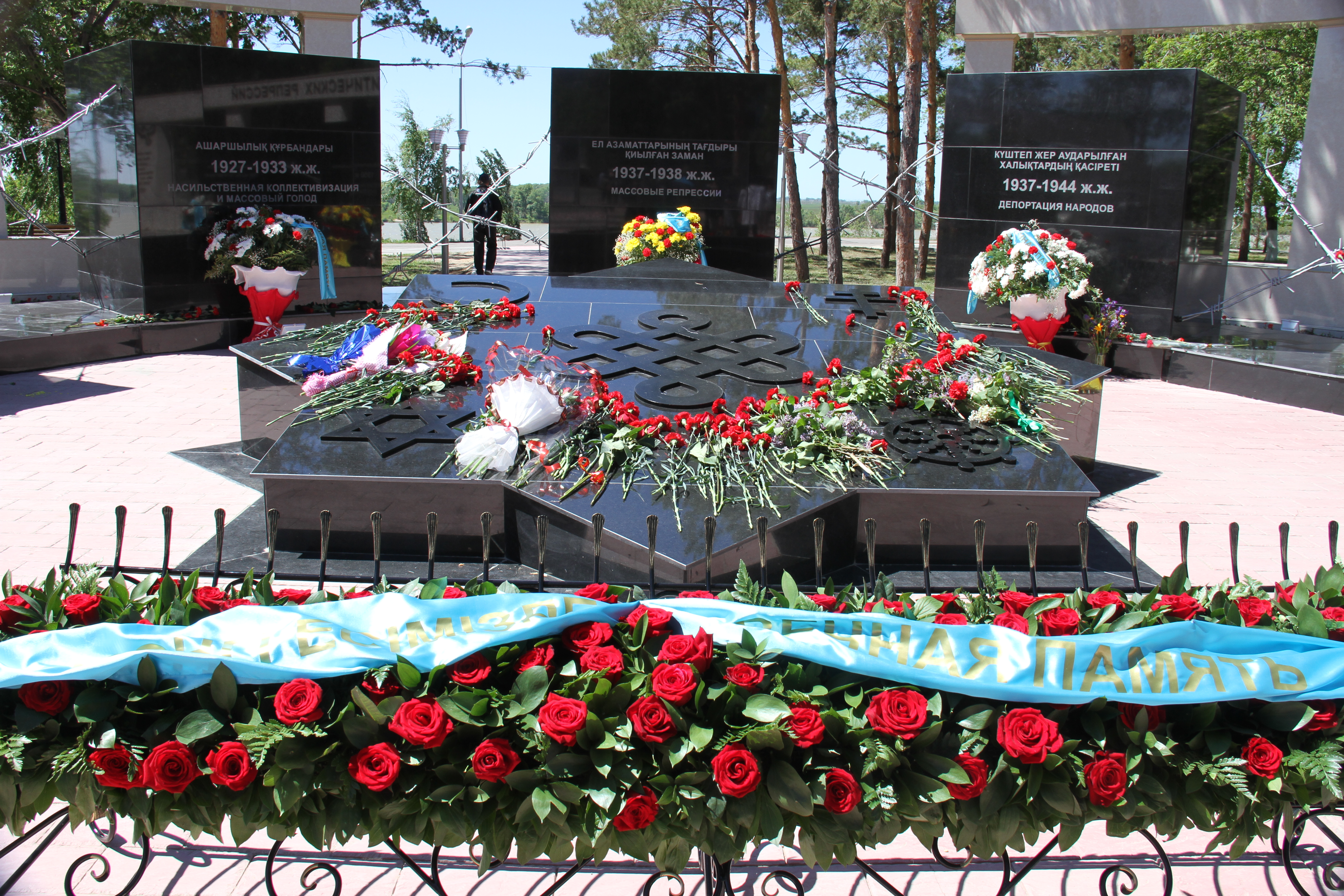
Мемориал жертв политических репрессий и голода
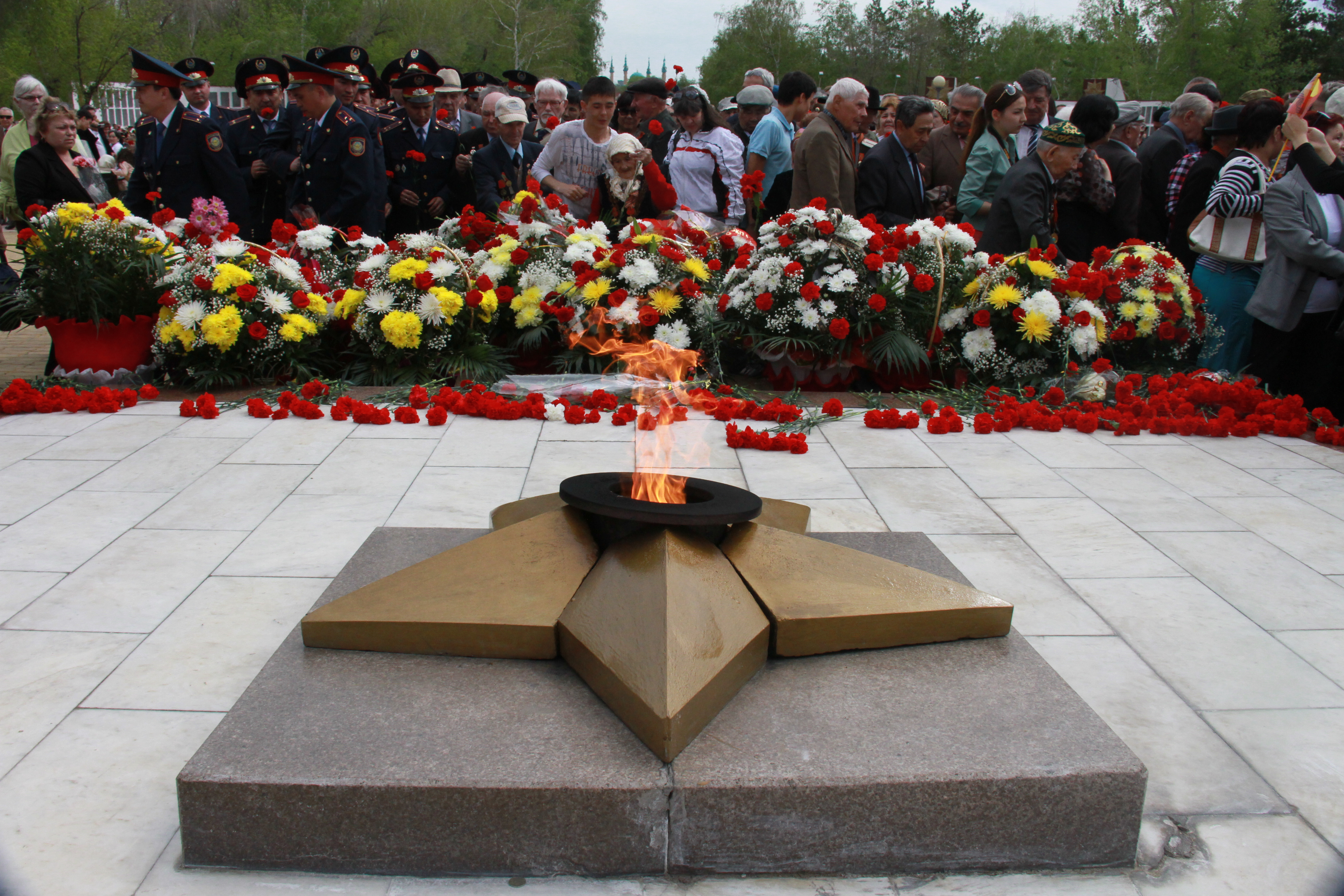
9 Мая — День Победы. Парк Победы
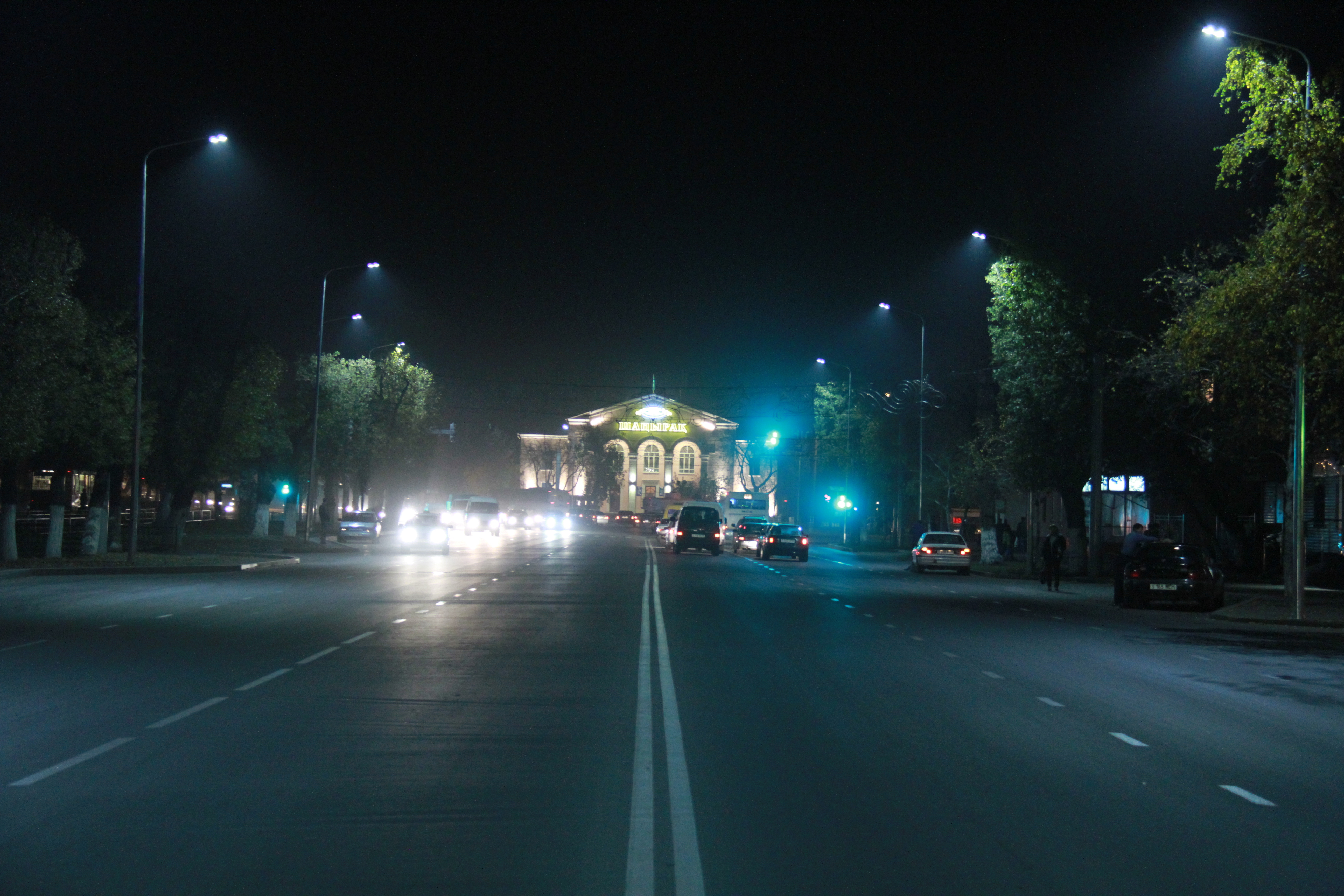
Улица Торайгырова
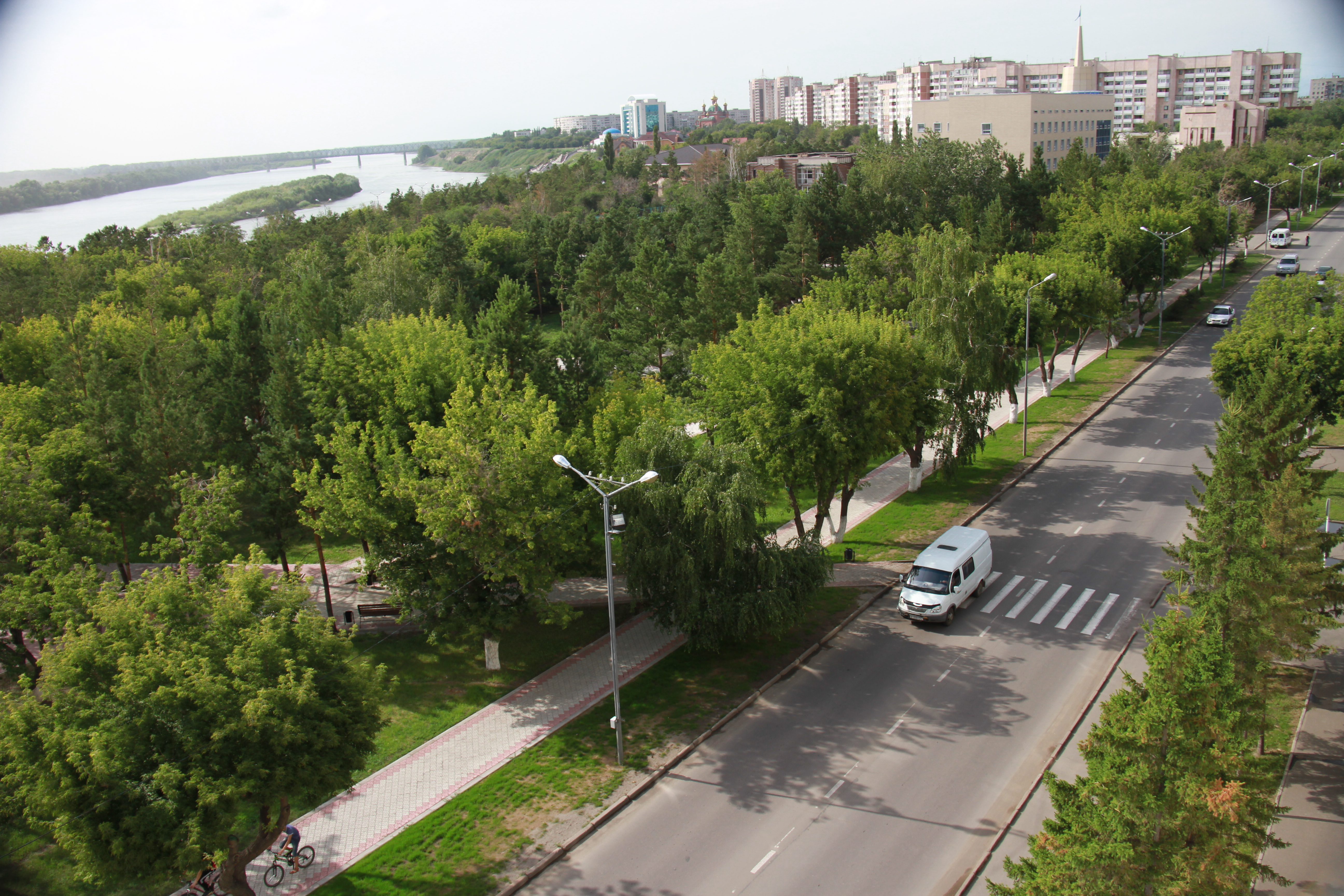
Улица Астана
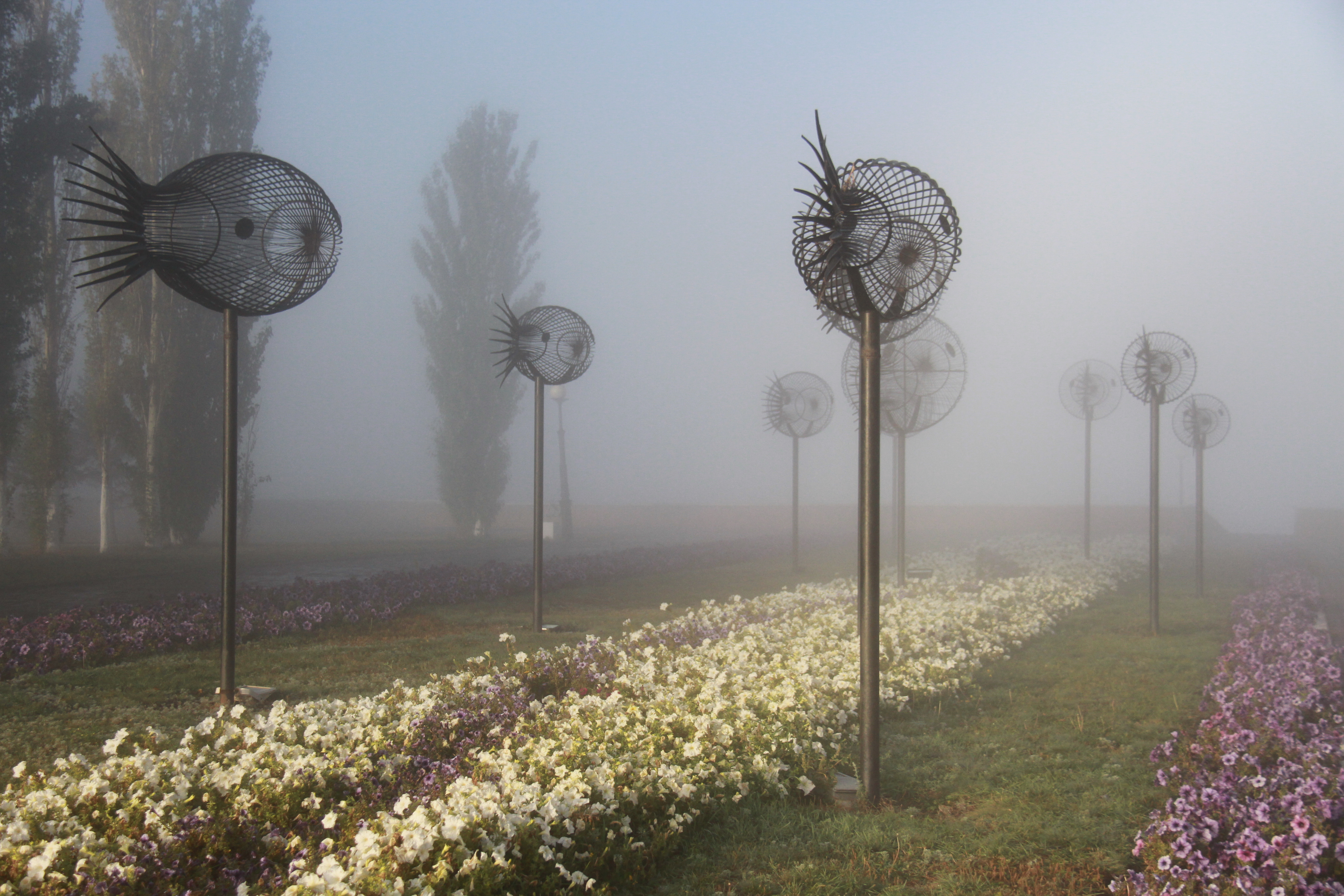
Скульптурная композиция на центральной набережной. Раннее утро
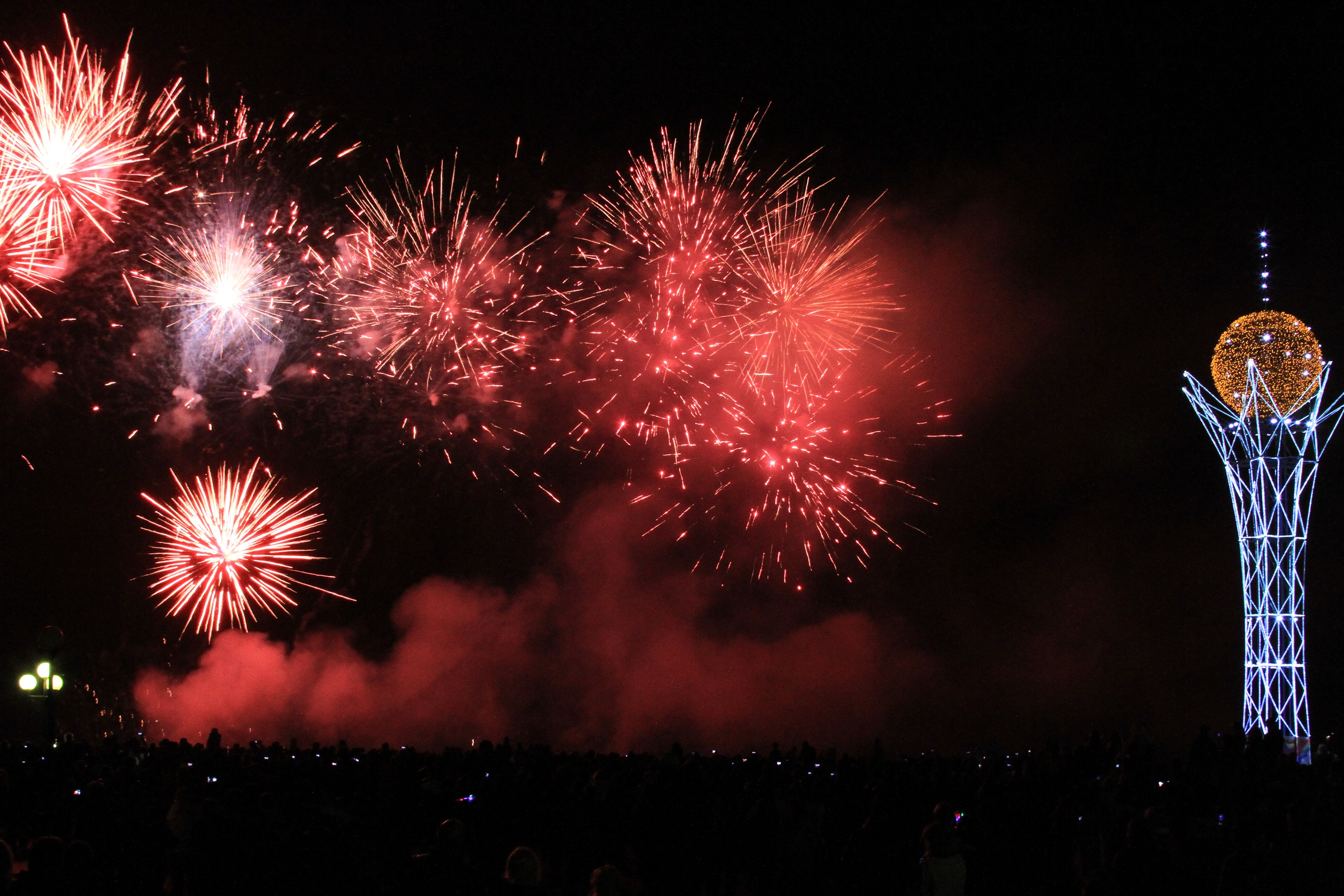
Салют на центральной набережной
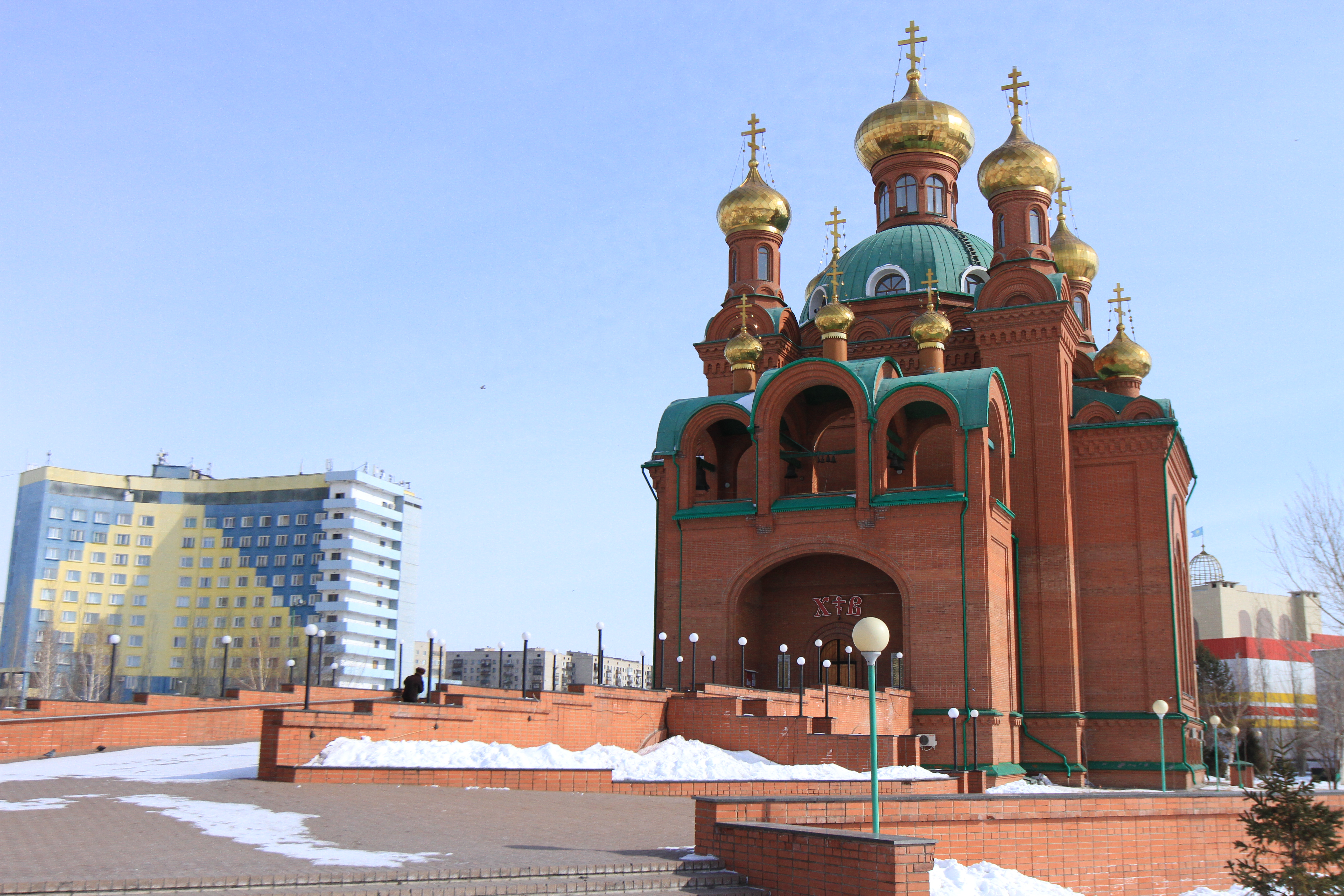
Благовещенский собор
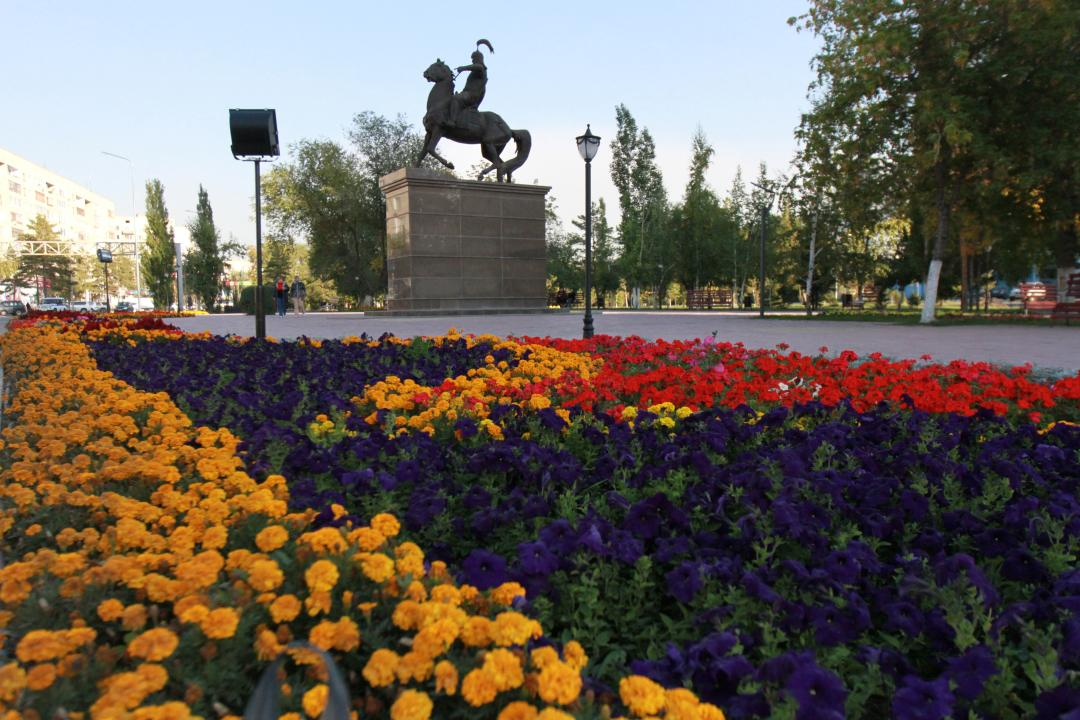
Памятник Баян батыру
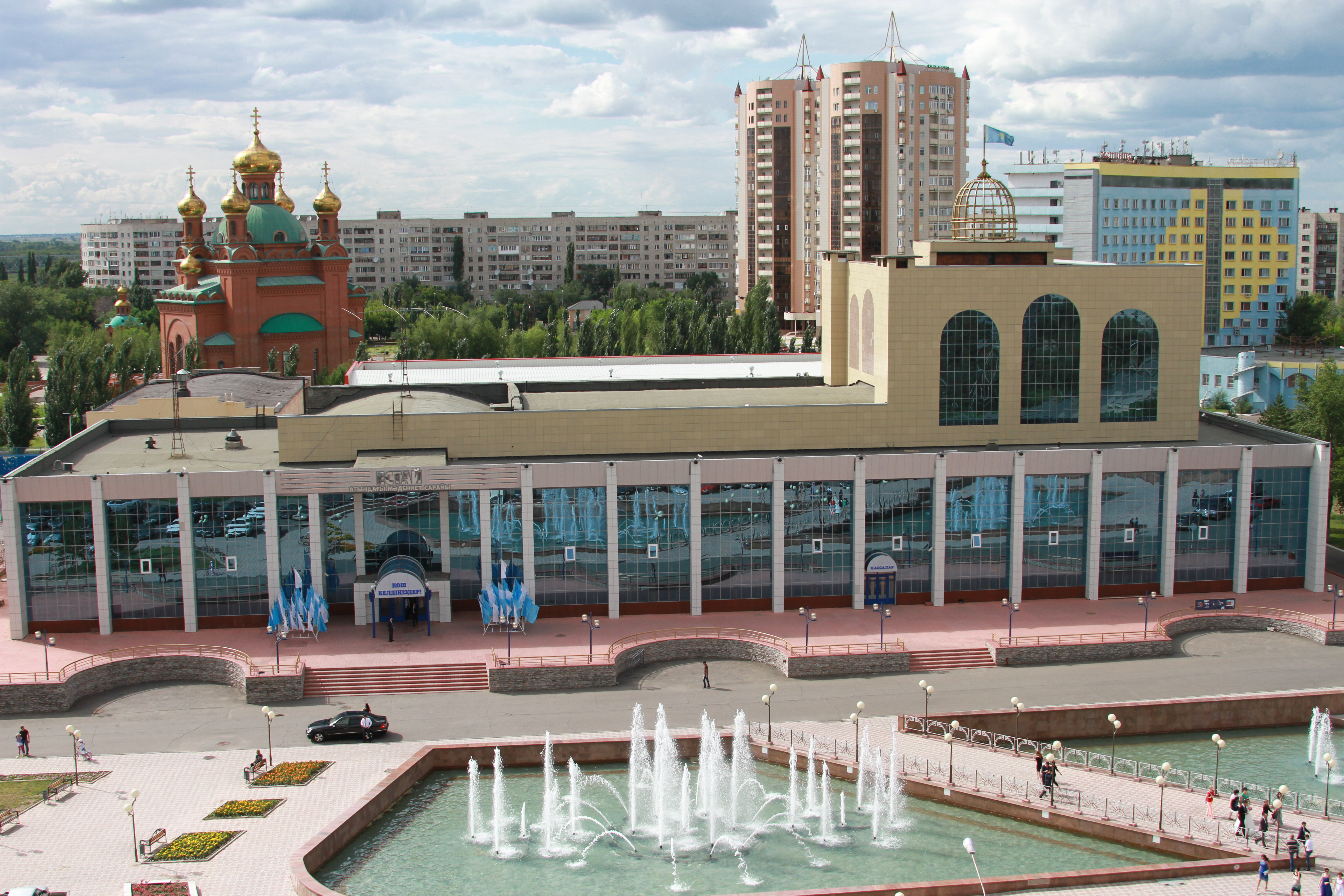
ДК им. Естая и Благовещенский кафедральный собор
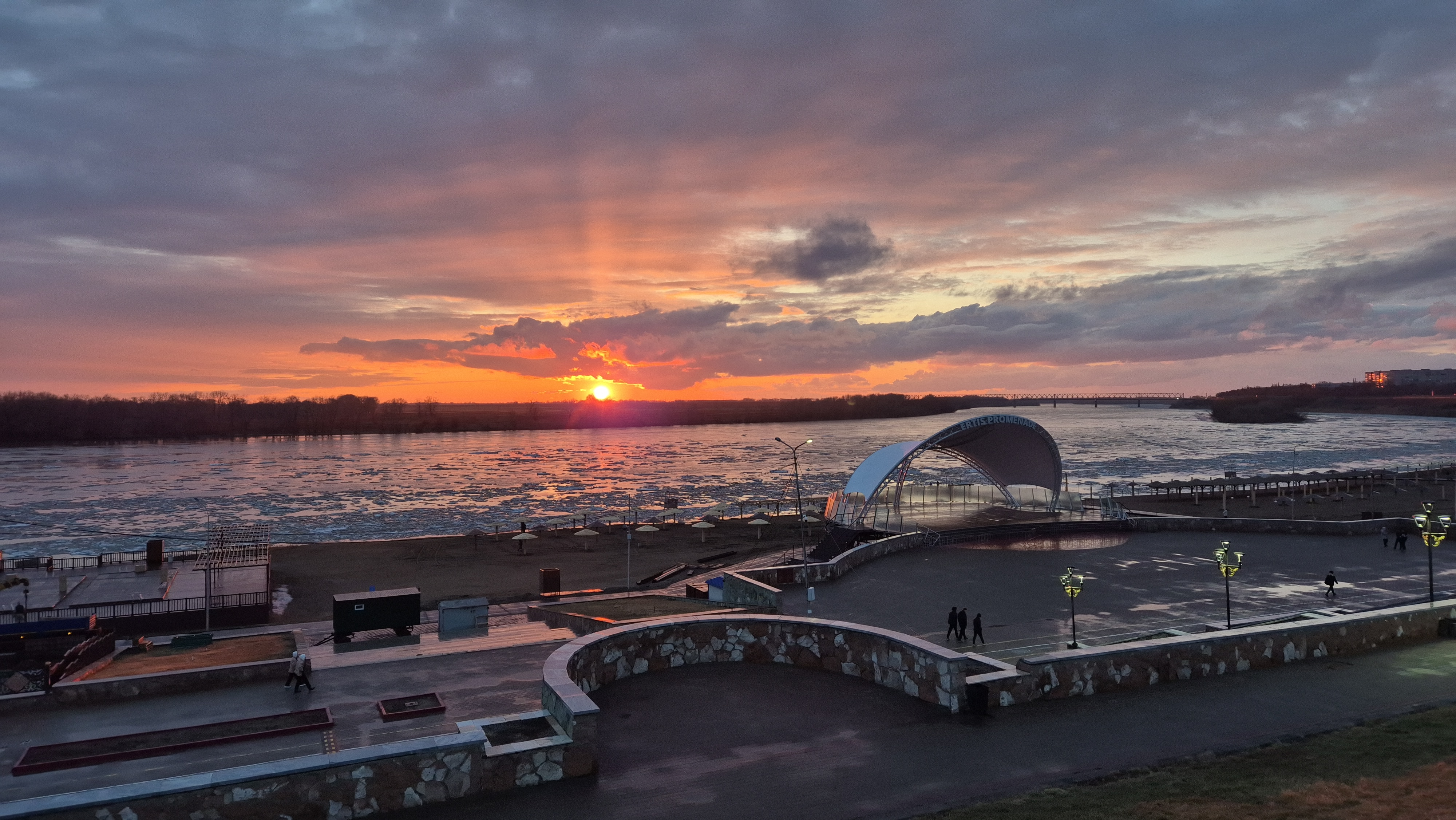
Күн батуы
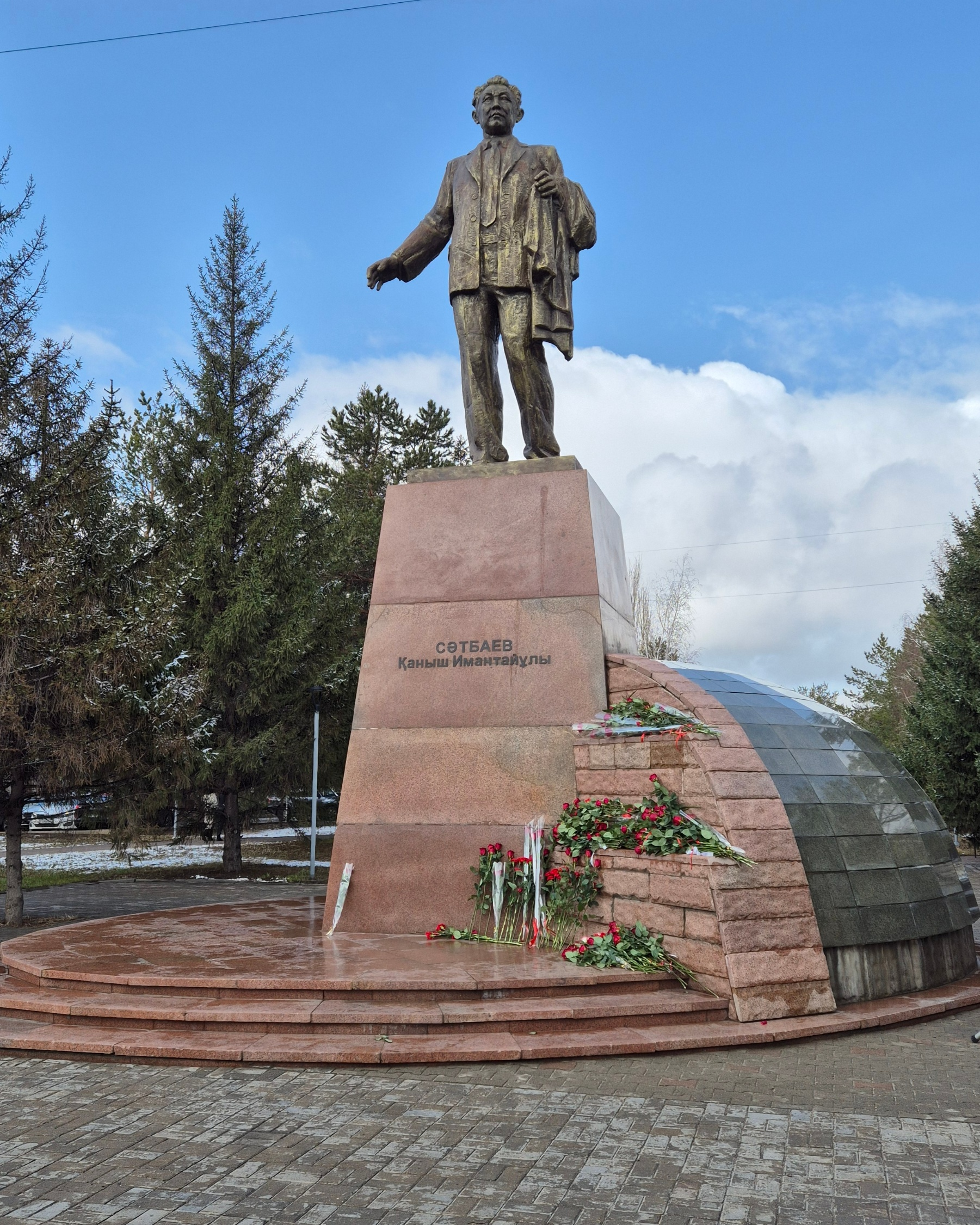
Памятник Канышу Сатпаеву
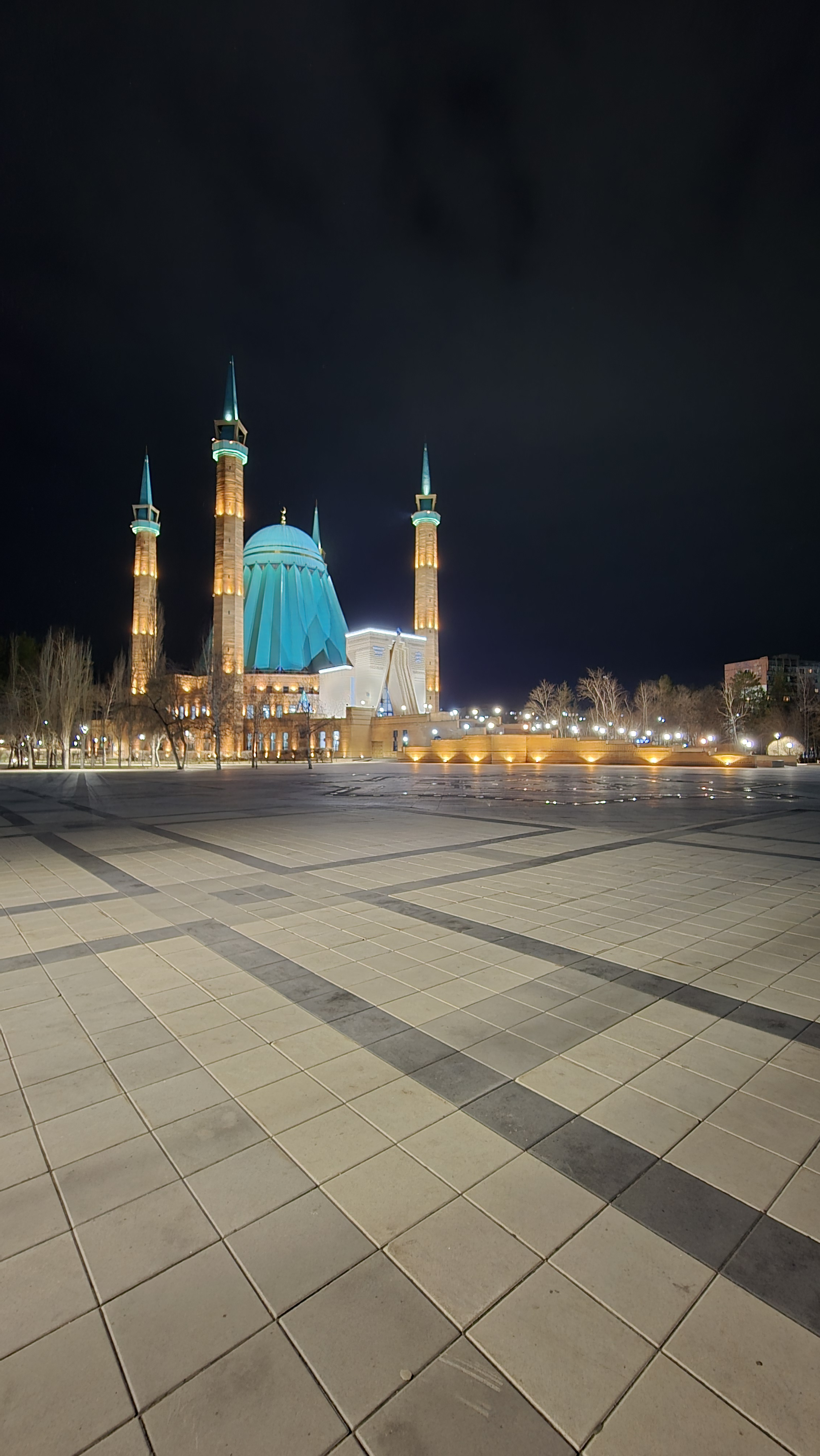
Мечеть. Ночь

## Города-побратимы
- Кайсери, Турция
- Быдгощ, Польша.
- Омск, Россия.
- Новосибирск, Россия[52].
- Бургас, Болгария[53].

## Вопросы ономастики
После провозглашения Казахстаном Независимости в 1991 году в стране последовательно проводится работа по переименованию идеологически устаревших наименований, направленная на возрождение в памяти народа имен славных исторических личностей, внесших значительный вклад в становление казахского государства и укрепление взаимного согласия в обществе. Часто обсуждается вопрос переименования города Павлодара. Ряд общественных объединений, инициативных групп высказали разные мнения о переименовании города в Кереку, Кимак, Сарыарка и др. В 2020 году поступило предложение рассмотреть вопрос о переименовании города Павлодара в город Ертіс. Среди последних обсуждаемых вариантов Ертіс-Баян и Ертісті. В настоящее время данный вопрос официально не рассматривается. Президент Казахстана Касым-Жомарт Токаев, выступая на Национальном курултае, относительно вопросов ономастики отметил, что «Работа в этом направлении должна вестись комплексно, последовательно и централизованно. Ономастика — это не дело потомков и родственников наших предков или известных личностей, это прерогатива государства. Все ономастические процедуры нужно четко регламентировать с учётом не только региональных особенностей, но и общенациональных приоритетов».